# Economie van Suriname

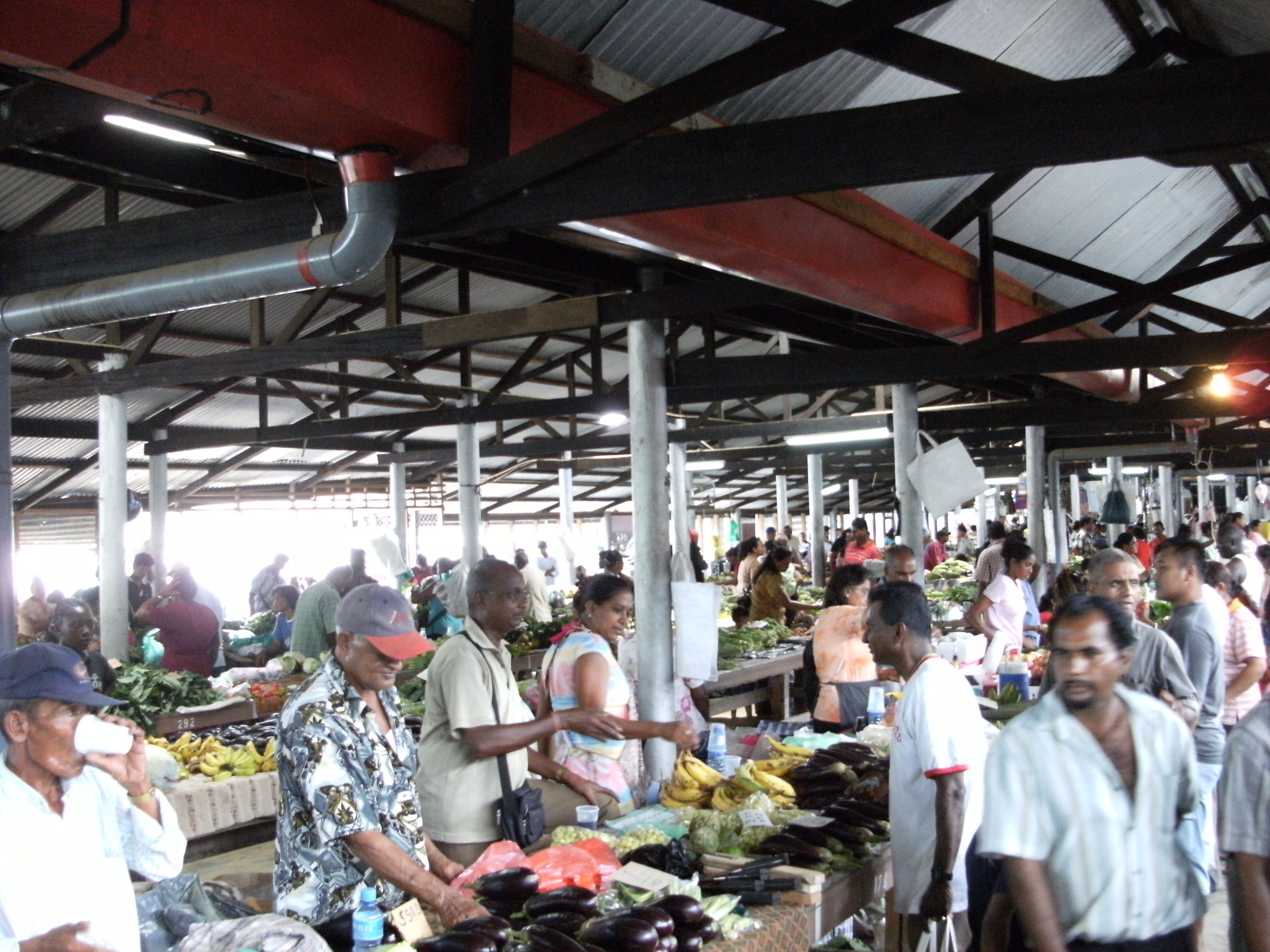
Markt in Lelydorp, 2008

De economie van Suriname wordt gedomineerd door een grote overheidssector en een sterke afhankelijkheid van de inkomsten uit de mijnbouwsector, met name goud en aardolie. Die maken het land afhankelijk van de prijzen op de wereldmarkt, maar leveren tegelijkertijd ook bruikbare buitenlandse valuta op. De import bestaat voor het grootste deel uit investeringsgoederen, grondstoffen en hulpstoffen. De meeste bedrijven in Suriname bevinden zich in de dienstverlening en handel. De omvang van de informele economie bedraagt 20% tot 40%.
De economie raakte sinds de onafhankelijkheid meerdere keren verstoord met terugkerend periodes van grote inflatie en economische teruggang waarvoor opvolgende regeringen zich geconfronteerd zagen.
Afgaand op cijfers uit 1990 is Suriname volgens de Verenigde Naties (VN) in potentie het 17e rijkste land ter wereld. De VN sprak daarnaast in 2018 de verwachting uit dat Suriname in 2030 een van de laatste drie landen in Zuid-Amerika zal zijn waar armoede nog niet is uitgebannen.

## Economische sectoren

### Economische geschiedenis tot en met de 19e eeuw
Cacao, suiker en koffie waren typische producten die in de plantagelandbouw werden verbouwd. Rond 1800 kwam katoen daarbij, die enige tijd veelgevraagd was op de wereldmarkt, maar die de grond snel uitputte.
Nadat de slavernij in 1863 officieel en in 1873 feitelijk was afgeschaft, werden eerst nog contractarbeiders uit Nederlands-Indië, India en voor een kleiner gedeelte uit China gehaald. Niettemin verdwenen de plantages op den duur; suikerriet wordt niet meer in Suriname verbouwd.

### Goud

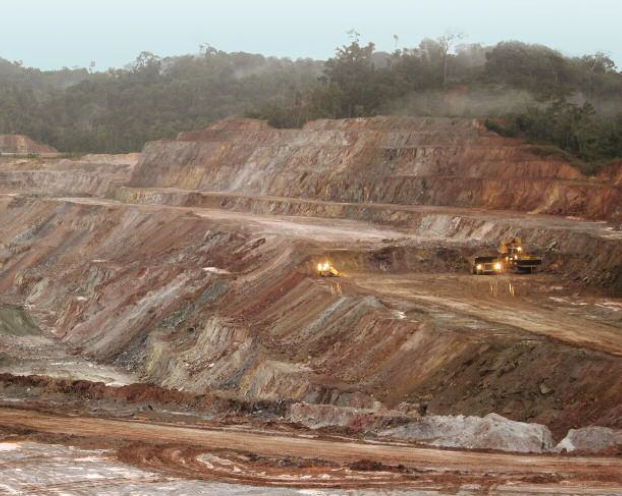
Rosebel-goudmijn, circa 2009

#### 20e eeuw
In 1908 piekte de goudwinning in Suriname met een productie van 1210 kilogram. Hierna nam de productie af tot 440 kilogram in 1938 en nog enkele tientallen kilo's per jaar in de jaren 1970. Daarna trok de goudwinning weer aan.

#### 21e eeuw
Voor rond 80% van de jaarlijkse export – en in 2023 een exportwaarde van 1,83 miljard US$ – is goud een belangrijkste economische factor voor Suriname. In 2021 bedroeg de goudsector 8,5% van het bbp. Deze productie wordt geleverd door twee multinationals (Newmont en Zijin) en de kleinschalige goudsector. De eerstgenoemden zijn samen goed voor ruim 60% van de productie, terwijl de kleinschalige goudsector goed is voor 40%. Naar schatting werken rond 2025 tussen de 10.000 en 30.000 personen in de kleinschalige goudsector.
Ter vergelijking waren olie en goud in 2010 goed voor 27% van de overheidsinkomsten, met navenant een sterke afhankelijkheid van de economie van de grondstofprijzen op de wereldmarkt. De goudsector zou in 2018 goed zijn voor 54,5% van de inkomsten van de staat uit de goudsector, zo DNA-lid Patricia Etnel.
In 2004 werd de Rosebel-goudmijn van Iamgold in productie genomen. Hierbij heeft de Surinaamse staat een aandeel van 5% en Iamgold 95%. In 2013 tekende de staat opnieuw een overeenkomst met Iamgold voor een participatie van 30%. In 2020 nam Staatsolie de 30% aandelen van de staat over. In 2022 verkocht Iamgold zijn aandeel in Suriname aan Zijin voor een bedrag van 360 miljoen US$.
In 2014 kwam  de joint venture Surgold bij met de bouw van de Merian-goudmijn, op zestig kilometer afstand van Moengo. Daar heeft Staatsolie het aandeel van 25%. Voor een deel het aandeel van 25% leende Staatsolie geld bij externe financiers, waardoor een aanzienlijk deel van de opbrengsten opgaat aan rente en aflossing. De rest van het aandeel werd gefinancierd door middel van obligaties waarbij de totale Surinaamse gemeenschap in kon participeren. De eerste inkomsten voor de overheid kwamen in 2017, op dat moment nog uit royalty’s omdat de productie nog niet was gestart. Door de ontwikkeling van de Merian-goudmijn is het aandeel van goud in de Surinaamse export alsook de overheidsinkomsten nog sterker gestegen.

### Olie en gas
De exploratie en exploitatie van olie en gas begon in 1982 en draagt aanzienlijk bij aan de economie van Suriname, met een aandeel van ongeveer 9-10% van het bbp. Staatsolie, Suriname's nationale energie, olie- en gasbedrijf, is de motor achter Suriname's olie- en gasindustrie. 

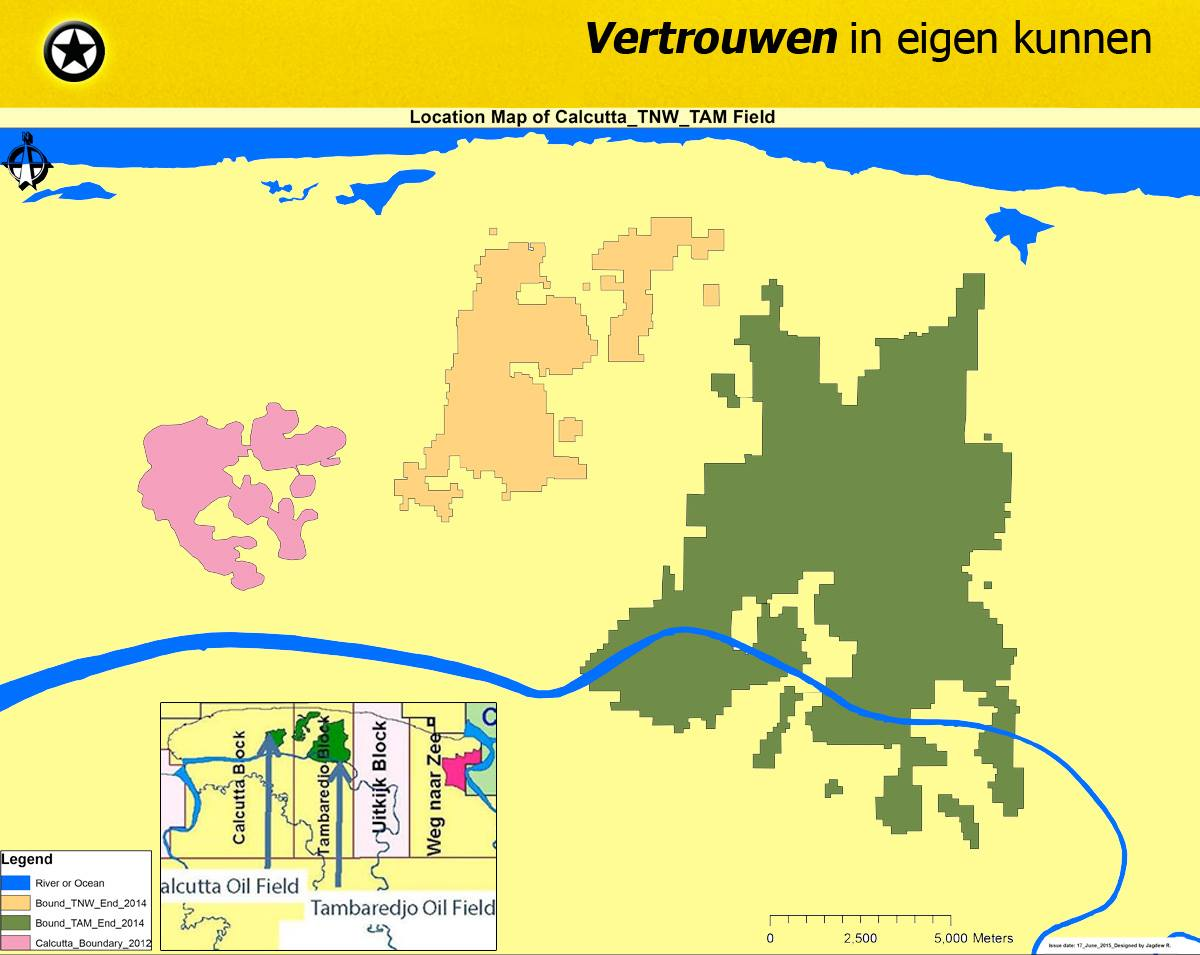
Tamboredjo, Tamboredjo-Noord en Calcutta velden

Er wordt naar olie onshore, near-shore en offshore geëxploreerd. Het bedrijf produceert Saramacca Crude uit de olievelden in het district Saramacca. Deze velden zijn Tambaredjo, Calcutta en Tambaredjo-Noordwest. Het Tambaredjo-veld werd ontdekt in de jaren '60. Het is een onshore veld met zware biologisch afbreekbare olie met een 16-API. Volgens voormalig directeur Rudolf Elias is die olie een weggestroomde fractie van een andere bron.

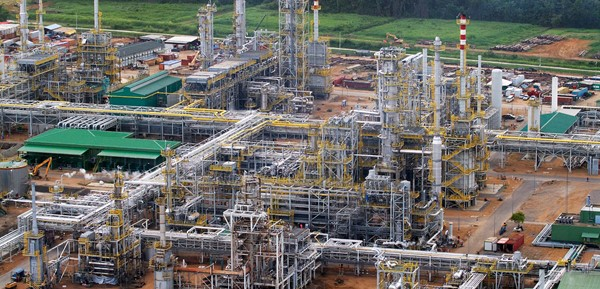
Raffinaderij Staatsolie te Tout Lui Faut

In 2012 produceerde Staatsolie 16.200 vaten (2.580 m³) per dag. Staatsolie produceert rond ruim 6 miljoen vaten per jaar in de Tout Lui Faut-raffinaderij. Gemiddeld produceert het bedrijf rond 2025 ook 3 miljoen vaten diesel en benzine. Ook produceert het bedrijf bitumen/asfalt, stookolie en bunkerolie. Exportmarkten zijn Trinidad en Tobago, Curaçao, Barbados, Guyana, Jamaica, Sint Eustatius en Antigua
Via de dochteronderneming Staatolie Power Company Suriname N.V. (SPCS), voldoet het bedrijf voor ongeveer 70% aan de elektriciteitsvraag van Paramaribo en omliggende districten (het zogenoemde EPAR-netwerk). In 2024 bedroeg dat 67% van de vraag, waarvan de som van 42% vanuit de Brokopondo-waterkrachtcentrale werd geleverd en 25% procent vanuit de SPCS thermische centrale te Tout Lui Faut. 
Het bedrijf bezit een elektriciteitscentrale van 96 MW en een waterkrachtcentrale van 189 MW. Staatsolie exploiteert ook een eigen netwerk van tankstations onder het merk Gow2, dat een retailmarktaandeel van 57% heeft.  Verder claimt ze een gevestigde leverancier van bunkerolies te zijn in de Caribische regio. Ze biedt werkgelegenheid aan meer dan 1100 personen.
Staatsolie is een van de grootste bijdragers van de Surinaamse staatskas. In 2022 boekte ze een winst van 840 miljoen US$, waarbij de bijdrage aan de staatskas 320 miljoen US$ bedroeg. In 2023 boekte ze een winst van 722 miljoen US$. De daling in de winst was te wijten aan de lagere olieprijs per vat dat jaar. De bijdrage aan de staatskas bedroeg 335 miljoen US$. In 2024, boekte ze een winst van 735 miljoen, met een bijdrage van 384 miljoen US$ aan de staatskas. De opbrengsten omvatten naast de inkomsten van Staatsolie en dochterbedrijven, ook Staatsolies deelneming in de goudmijnen van Newmont Suriname en van Rosebel Gold Mines 
Enkele andere spelers zijn anno 2025 Total Engergies, Apache, Shell en Petronas. Deze bedrijven hebben productsharing-overeenkomsten getekend met Staatsolie voor de exploratie en winning van offshoreolie. Het eerste contract werd getekend in 2015. In 2023 zijn er nog drie soortgelijke contracten getekend.
In 2020 werd de eerste offshore olie gevonden in het blok 58. Staatsolie, de Surinaamse overheid, alsook Surinaamse bedrijven en partners van het bedrijf anticiperen actief op de ontwikkeling van de offshore olie industrie.  De eerste productie van offshore olie in blok 58 zal starten in 2028, waarbij Staatsolie een aandeel heeft van 20% tot 40%. De verwachtingen zijn dat Suriname rond de 7 miljard US$ zal verdienen in de eerste vijf productiejaren. Een groot deel van deze inkomsten zullen komen uit royalty's van 6,25% die de staat altijd zal ontvangen, onafhankelijk van kosten- en winstolie. Hierdoor wordt de olieindustrie eind jaren 2020 naar verwachting de grootste motor achter de Surinaamse economie. 
Om te kunnen participeren in de ontwikkeling van blok 58 – dat is geraamd op US$ 12,2 miljard – met het 20% aandeel, heeft Staatsolie in 2025 nieuwe obligaties uitgegeven met een looptijd van acht jaar. De rente is 7,75% voor de US-dollar en 7,25% voor de euro-obligatie. Meedoen kon vanaf 100 US$ en 100 euro. Door het instapbedrag zo laag mogelijk te houden, gaf Staatsolie zoveel mogelijk mensen in Suriname de kans mee te doen. Voor de grote investeerders in Suriname, Curaçao of Sint Maarten, was er een coupure van US$ 30.000. Het bedrijf streefde hiermee minimaal US$ 250 miljoen en € 50 miljoen op te halen.  Op 23 maart 2025 werd bekend dat ze US$ 211,7 miljoen meer had opgehaald met de obligatie dan ingeschat. In totaal is met de Staatsolie-obligatie 2025-2033 US$ 468.745.200 miljoen en € 43.485.100 (omgerekend US$ 47.081.317) aangetrokken. In US-dollar komt het totaalbedrag neer op US$ 515,8 miljoen.  De rest van de geraamde kosten zal het bedrijf financieren door middel van leningen, en eigen reserves.

### Bauxiet

#### 1915-2015

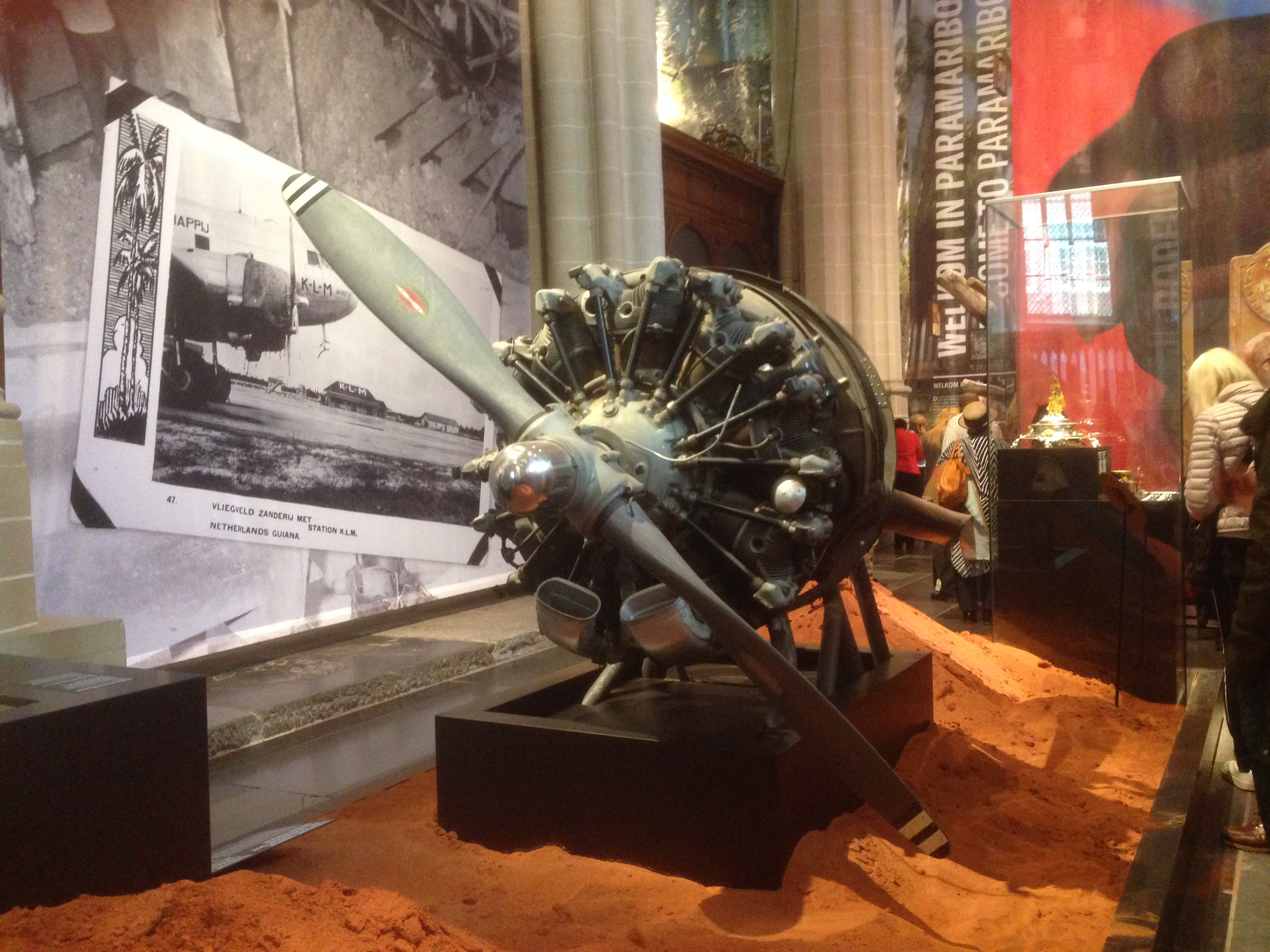
Het Surinaamse bauxiet was van belang voor de Amerikaanse vliegtuigproductie in de Tweede Wereldoorlog

Bauxiet, een belangrijk bestanddeel voor aluminium, vormde vanaf de ontdekking in 1915 een belangrijke pijler van de economie, vooral tijdens de Tweede Wereldoorlog toen Suriname uitgroeide tot de grootste aluminiumleverancier voor de Amerikaanse wapenindustrie. Tien jaar nadat in 1948 in het Nassaugebergte bauxiet werd ontdekt, werd de Afobakadam gebouwd. Deze stuwdam zorgde voor het ontstaan van het Brokopondostuwmeer en leverde de energie voor de bauxietwinning. In de jaren 1970 was Suriname de grootste leverancier voor aluminium ter wereld. Vanaf 1982 was er een sterke daling van de prijs van aluminiumoxide, waardoor de inkomsten voor de overheid tussen 1980 en 1987 daalden van 28% naar 3%. Sindsdien liep de productie sterk terug, totdat Suralco de winning van bauxiet in november 2015 geheel staakte.

#### Na 2024
Eind 2024 tekende de regering een conceptovereenkomst met het Chinese bedrijf Chinalco voor de ontginning van bauxiet in West-Suriname in het gebied rond Bakhuis. Daarbij zou een investering van 426 miljoen US$ gemoeid gaan, met een 13% aandeel van Suriname, waarbij de royalty's het belangrijkste verdienmodel zijn; per 86 US$ per ton ontvangt de staat 4%. Vanuit de samenleving klinkt kritiek omdat deze overeenkomst nadelig zou zijn voor Suriname. De tegenstanders vrezen dat de bauxietreserves tegen ongunstige voorwaarden worden geëxploiteerd en dat Suriname er economisch er weinig aan overhoudt. Ook is er bezwaar tegen de mogelijke milieueffecten. Volgens de Vereniging van Economisten in Suriname zou de Chinalco-deal in strijd met de wetgeving en nationale belangen zijn. Ook inheemse organisaties voelen zich niet gehoord en beklagen dat het principe van FPIC niet zou zijn toegepast. In een interview met ABC Suriname gaf vicepresident Ronnie Brunswijk aan dat de conceptovereenkomst door De Nationale Assemblée (DNA) zou zijn teruggestuurd en daarmee officieel van tafel zou zijn. Volgens minister Albert Ramdin zou die nog worden besproken in DNA.

### Hout
Suriname produceerde in 2016 de volgende hoeveelheden rondhout:
| District   | Rondhout in m3 |
| ---------- | -------------- |
| Brokopondo | 124.099        |
| Commewijne | 10.498         |
| Coronie    | 36             |
| Marowijne  | 25.018         |
| Nickerie   | 97             |
| Para       | 122.988        |
| Saramacca  | 38             |
| Sipaliwini | 300.744        |
| Totaal     | 583.518        |

### Landbouw, veeteelt en visserij
Het ministerie van Landbouw, Veeteelt en Visserij bevindt zich aan de Letitia Vriesdelaan in Paramaribo. De sector omvat bijna tien procent van de landelijke economie.
Binnen de landbouw in Suriname is de rijstteelt aan de westelijke kust veruit het meest verbouwde gewas. De verbouw gebeurt met name in Nickerie en in mindere mate in Coronie en Saramacca. Verschillende soorten groenten en fruit worden geëxporteerd, terwijl er ook wordt geïmporteerd.
De veeteelt in Suriname bestaat vooral uit het fokken van runderen, varkens en pluimvee. Een belangrijk deel van de eieren en jonge dieren wordt geïmporteerd. Het gebrek aan lokaal geproduceerd veevoer vormt een belemmering voor intensieve veeteelt.
De Surinaamse visserij vindt op diverse plekken plaats, variërend van de bovenrivieren, kreken en riviermondingen tot diepzee- en pannenvisserij. De sector heeft met 35% tot 40%  het belangrijkste exportaandeel binnen de agrarische sector. De belangrijkste exportproducten zijn de seabobs uit de rivieren en de diepzeegarnalen.

### Toerisme
Toerisme is in Suriname een kleine sector, zowel ten opzichte van andere sectoren als van andere landen. Ter vergelijking is toerisme voor ontwikkelingslanden vaak de belangrijkste inkomstenbron en wereldwijd is de sector gemiddeld even groot als de olie-, auto- of voedingsindustrie. In het Caraïbische gebied behoort Suriname tot de landen met de minste toeristen. Ook blijft het aantal Amerikaanse toeristen achter, die kunnen kiezen uit een ruim aanbod aan vakantie-eilanden in de omgeving. De veruit grootste groep toeristen komt uit Nederland.

### Business process outsourcing

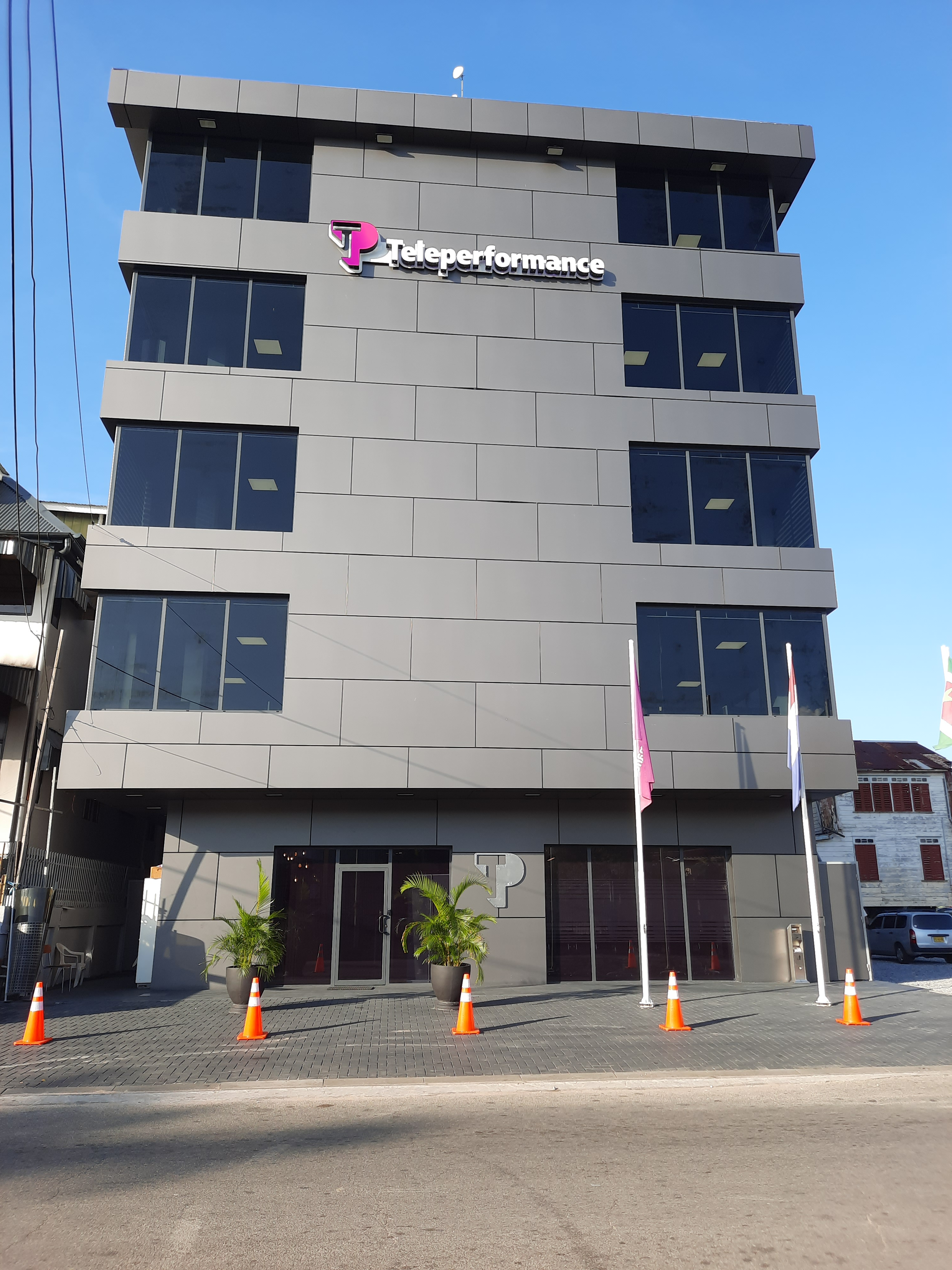
Teleperformance in de Van Sommelsdijckstraat

In Suriname hebben zich sinds de jaren 2010 meerdere buitenlandse bedrijven gevestigd in de business process outsourcing. Het gaat hier om uitbestede werkzaamheden van callcenters en andere diensten waarmee eindgebruikers in het buitenland worden bediend. Voordelen om callcenterwerk in Suriname te laten doen zijn volgens deze bedrijven de taalbeheersing (met name Nederlands en Engels), lage kosten en de aanwezigheid van gekwalificeerd personeel. Ook is Suriname aantrekkelijker geworden door de verminderde kosten van connectiviteit (internet- en telefoniekosten).
Outsourcing van klantcontact werd in 2023 het snelstgroeiende onderdeel van de Surinaamse economie genoemd. De eerste dienstverleners voor het afwikkelen van Nederlandstalig klantcontact en andere business process outsourcing-diensten startten in de periode 2004-2008.
Na 2015 is het aantal BPO-dienstverleners in Suriname snel gegroeid. Tussen 2015 en 2023 kwamen er  minimaal tien BPO-dienstverleners bij, in 2024 steeg het totaal bedrijven van 18 naar 30. In totaal werken er naar schatting 6.000 medewerkers (2024) in de Surinaamse BPO-sector.
Voorbeelden van internationale outsourcingsbedrijven met vestigingen in Suriname zijn Webhelp, Teleperformance, Yource, Alembo en JVS International Business Group.

### Overige sectoren
Overige nationale productiesectoren zijn vooral de bouwnijverheid en voedingsindustrie. De sectoren zijn sterk afhankelijk van de import van investeringsgoederen, grondstoffen en hulpstoffen, die in de periode van 1994 tot 2004 jaarlijks gemiddeld 62% van de import uitmaakten. In het algemeen zijn bedrijven in Suriname niet zozeer op industrie maar op handel en dienstverlening gericht.
| Sector                               | Aandeel |
| ------------------------------------ | ------- |
| Dienstverlening                      | 49%     |
| Handel                               | 15%     |
| Industrie                            | 10%     |
| Mijnbouw                             | 9%      |
| Landbouw, bosbouw, visserij en jacht | 9%      |

## Rechtsvormen
De besloten vennootschap (BV) is een rechtsvorm die niet bestaat in Suriname; in plaats hiervan is het mogelijk om een naamloze vennootschap (NV) op te richten. Verder kent Suriname de vennootschap onder firma (VOF), de commanditaire vennootschap (CV), de onderlinge waarborgmaatschappij (OWM), de coöperatie (co-op), publiekrechtelijke rechtspersonen, formeel buitenlandse vennootschappen, stichtingen en verenigingen. Sinds de invoering van de Wet op de Jaarrekening op 31 augustus 2017 zijn de rechtspersonen verplicht om over elk boekjaar een jaarrekening te publiceren.

## Staatsbedrijven en overheidssector

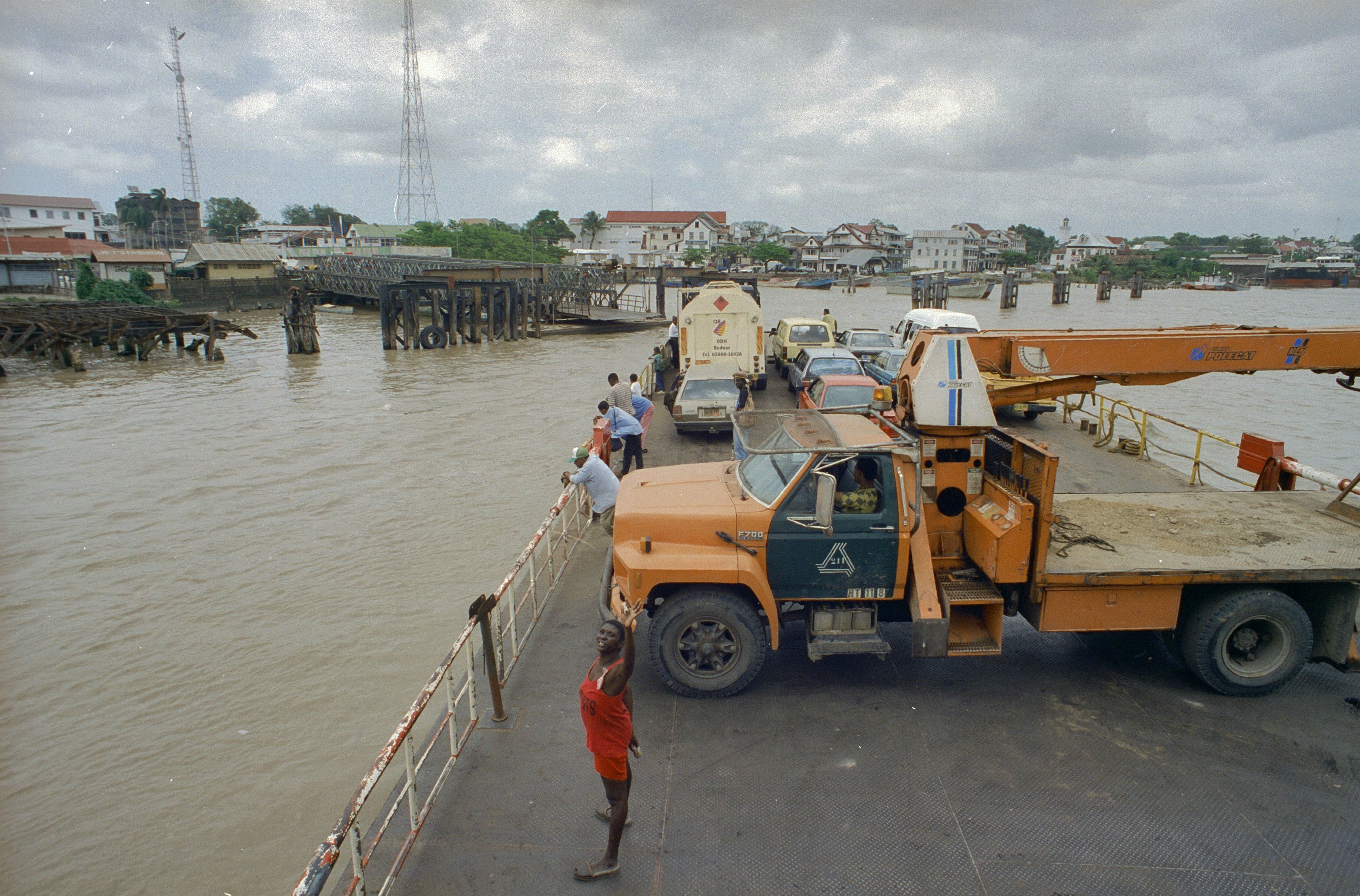
Veerboot Paramaribo-Meerzorg, 1998

### Staatsbedrijven
Staatsbedrijven hebben in Suriname een grote invloed op de economie. In Suriname zijn meer dan 100 staatsbedrijven, wat in vergelijking met andere landen veel is. Ze bedienen een groot aantal sectoren van de economie. Slechts enkele voorbeelden zijn de telefonie (Telesur), vervoer (Surinaamse Luchtvaart Maatschappij en Nationaal Vervoersbedrijf), nutsvoorzieningen (Energiebedrijven Suriname en Surinaamsche Waterleiding Maatschappij), landbouw (Patamacca NV), bosbouw (Bruynzeel) en delfstoffen (Staatsolie en Surgold).
Minister Stanley Raghoebarsing van Financiën en Planning kondigde in oktober 2024 aan dat er drastische gesneden gaat worden in het aantal staatsbedrijven. Van de 163 wil hij er 29  niet privatiseren. Hij wil er verder 30 liquideren, en 33  op relatief korte termijn privatiseren. Voor de privatisering van nog eens 71 staatsbedrijven wordt meer tijd uitgetrokken.

### Ambtenaren
Het aantal ambtenaren in Suriname is sinds de onafhankelijkheid in 1975 sterk gestegen. In 1974 waren er 25.000 in Suriname, terwijl er werk zou zijn voor 15.000. Ruim veertig jaar later, in 2007, had Suriname 42.818 ambtenaren in dienst, wat neerkomt op 60% van de beroepsbevolking. Na afloop van de regering-Bouterse II was het aantal ambtenaren opgelopen tot 54.000 en maakten de personele kosten 25% uit van de overheidsuitgaven.
In 2023 heeft de regering de flexibele werktijdenregeling voor landsdienaren ingevoerd, waarmee onder voorwaarden tijdelijk wordt voorzien in flexibele werktijden, arbeidstijdverkorting en toestemming om thuis te werken. Het doel ervan is om tijdens de economische crisis landsdienaren de kans te geven extra inkomsten te verwerven zonder de loonsom van de overheid te laten stijgen. In 2023 gaat 30 tot 40 procent van het inkomen op aan woon-werkverkeer. Een ander doel is om de filedruk te verminderen.
In 2023 werd begonnen met de verplichte aangifte voor publieke functionarissen van hun vermogen, te beginnen met leden van de regering, De Nationale Assemblée, de Staatsraad en de rechterlijke macht, en directies van parastatalen. Uiteindelijk zal deze regeling gelden voor meer dan tienduizend functionarissen. De maatregel is ingevoerd als onderdeel van het IMF-programma.
| Jaar           | aantal ambtenaren |
| -------------- | ----------------- |
| 1974           | 25.000            |
| 1978           | 36.500            |
| 1987           | 40.500            |
| 2007           | 42.818            |
| 2019, mei      | 44.338            |
| 2023, april    | 53.000            |
| 2024, december | 46.000            |

#### Spookambtenaren
Een deel van de stijging tot 2020 komt voort uit de verstrekking van fictieve overheidsbanen, ook wel spookambtenaren of zeven-even genoemd. In die gevallen tekenen ambtenaren 's morgens bij binnenkomst een presentielijst en vertrekken direct daarna voor geheel ander werk. Volgens een artikel in Trouw zou het in 2000 bij een derde van alle ambtenaren om zeven-even-banen gaan. Het fenomeen zou zich vooral bij het lage en middenkader voordoen. Daarnaast gaat het om parttime banen die aangehouden worden om het recht op medische voorzieningen en pensioenopbouw.
Minister Bronto Somohardjo begon in 2021 met de verplichte registratie van alle ambtenaren. Er zou zich toen circa 90% van de ambtenaren hebben gemeld. Dit leverde een besparing op van 100 miljoen SRD per maand.
Oppositielid Ebu Jones (NDP) bepleitte in januari 2023 dat zou het gaan om gangster-wetgeving. Bij elkaar werden duizenden salarissen stopgezet. Daarnaast werd uit de herregistratie duidelijk dat 8000 ambtenaren geen werkplek hadden, één persoon dertig salarissen ontving en een ambtenaar maandelijks 500 overuren liet uitbetalen. In juni 2024 riep het IMF de vakbonden op om afstand te nemen van spookambtenaren, zodat dit geld vrijkomt voor loonsverhoging van de andere ambtenaren.

## Informele en illegale economie
In Suriname is er relatief gezien sprake van een omvangrijke informele economie, oftewel verdiensten die niet in de officiële cijfers voorkomen.
Een deel van de informele economie wordt gevormd door verdiensten uit een of twee extra bronnen naast het formele werk. Daarnaast blijven veel micro-bedrijven, waarin slechts een werknemer of een gezin werkt, buiten de boeken. Sectoren met de meeste informele verdiensten zijn de goudindustrie, bouwnijverheid, landbouw, transport, handel, toerisme en kleinschalige industrie. Afhankelijk van de definitie wordt de informele economie in Suriname aan het begin van de 21e eeuw geschat op 15% tot meer dan 100% van de formele economie. Harry Dorinnie, directeur Monetaire Zaken en Economische Aangelegenheden, schatte het percentage in 2022 op 40%. De Internationale Arbeidsorganisatie (ILO) houdt het op een percentage van rond de 20%.
Daarnaast zijn er voor veel Surinamers aanvullende inkomsten uit Nederland. Dit geldt vooral voor de middenklasse en creolen, omdat van die groep vaker familieleden naar het buitenland zijn verhuisd. Er vond vooral veel emigratie plaats in de eerste jaren na de onafhankelijkheid. Aan het eind van de jaren tachtig en in de jaren negentig emigreerden nog steeds gemiddeld 3500 Surinamers op jaarbasis. Een negatief gevolg van emigratie is de kennisvlucht geweest, waardoor eind 20e eeuw rond 30% tot 40% van het hoger geschoold personeel verdween bij de overheid, de gezondheidszorg en het onderwijs.
In de corruptieperceptie-index van Transparency International behaalde Suriname tussen 2015 en 2018 een cijfer tussen de 3,5 en 4,5, ten opzichte van een 7,5 en 8,2 voor België en Nederland. In Brazilië en Argentinië was de situatie ongeveer gelijk aan Suriname. Patronage, ook wel cliëntelisme, is in Suriname eeuwenoud en was een geëigende manier om te overleven ten tijde van de plantages. Oorzaken die tegenwoordig nog toegeschreven worden aan de grote mate aan corruptie in het land, zijn het lage aantal inwoners (bijna iedereen kent elkaar direct of indirect), de etnische verdeling van de maatschappij en politiek, verouderde wetgeving, sterke regulering waardoor ambtenaren een grote mate van macht bezitten, lage lonen van ambtenaren, beperkte controlemechanismen, politieke instabiliteit en de grote afhankelijkheid van de economie van natuurlijke hulpbronnen (door onder meer de verdeling van concessierechten).

### Criminaliteit
Andere op grote schaal voorkomende illegale activiteiten zijn in Suriname fraude, witwassen en belastingontduiking. Verder vinden op relatief grote schaal criminele activiteiten plaats als handel en smokkel in wapens, drugs en mensen. Onder vooraanstaande politici die bij verstek in het buitenland zijn veroordeeld voor zware criminaliteit, zoals drugshandel, bevinden zich president Desi Bouterse (11 jaar in Nederland) en Ronnie Brunswijk (8 jaar in Nederland). Daarnaast werd ook de presidentszoon Dino Bouterse veroordeeld voor drugshandel (16 jaar in de Verenigde Staten) en stelde Bouterse in 2016 een topcrimineel aan als waarnemend hoofd van de Centrale Inlichtingen- en Veiligheidsdienst, te weten Hans Jannasch (8 jaar in Suriname).

## Internationale wisselwerking
In Suriname worden de invoerrechten op grote schaal ontdoken. Als gevolg liggen de importen in de praktijk hoger dan in de officiële statistieken naar voren komt. Dit is ook van invloed op een grotere vraag naar buitenlandse valuta dan zich op basis van de statistieken laat verklaren.

### Bevordering van internationale handel
In mei 2018 werd in de Surinaamse ambassade in Den Haag de Suriname-Nederland Kamer van Koophandel opgericht; deze voert ook handelsmissies uit naar Suriname. In dezelfde maand werd in Paramaribo de Suriname-India Chamber of Commerce and Industry opgericht. Deze is vooral gericht op het aanwerven van Indiase bedrijven voor zakelijke projecten in Suriname. Het Ondernemershuis Paramaribo stimuleert lokale bedrijven met werk- en ontmoetingsplekken, advisering en coaching, en legt de verbinding tussen bedrijven en organisaties in Suriname en Nederland. Er worden handelsmissies van Nederland naar Suriname georganiseerd en Surinaamse ondernemers nemen onder meer samen deel aan beurzen in Nederland.
Bij het aantreden in 2020 kreeg het kabinet-Santokhi een ministerie van Buitenlandse Zaken, Internationale Business en Internationale Samenwerking. In 2021 richtte de Surinaamse regering het Suriname Investment and Trade Agency op om handel met het buitenland en buitenlandse investeringen in Suriname te stimuleren.

### Koolstofkredieten
Sinds 2024 is Suriname binnen het Klimaatverdrag gecertificeerd voor de verhandeling van koolstofkredieten. De UNFCCC REDD+ rekent hierbij niet alleen de vermijding van de uitstoot van CO2, maar ook de bescherming van het regenwoud, biodiversiteit, alle 17 Duurzameontwikkelingsdoelstellingen (SDG's) en de teruggave van inkomsten aan de lokale en inheemse gemeenschappen.

### Im- en exportproducten

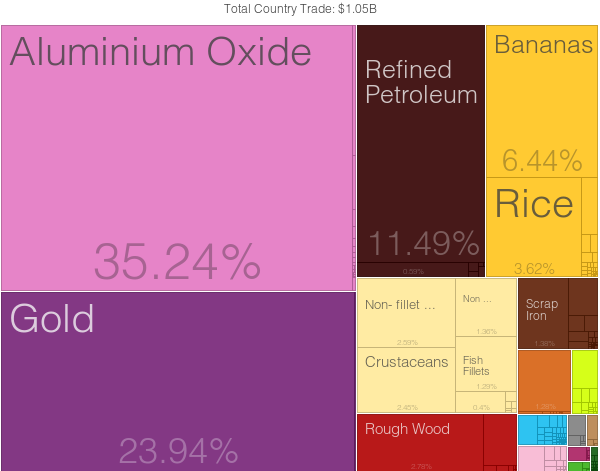
Exportsamenstelling in 2012

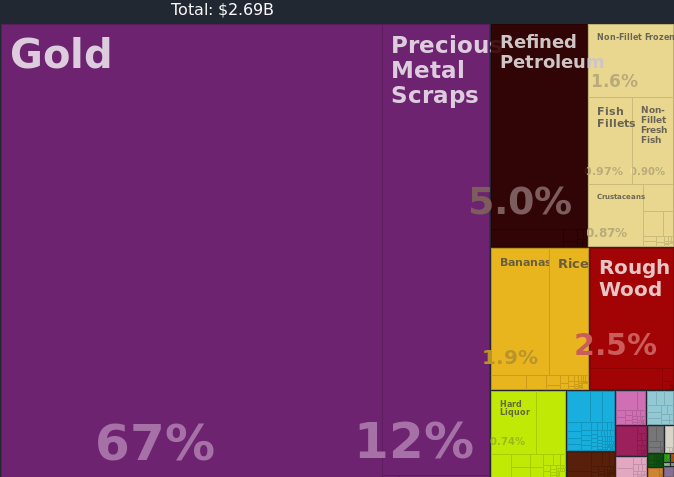
Exportsamenstelling in 2017

Goud is het belangrijkste export product dat goed is voor ongeveer 60-80% van de export. Daarnaast exporteert STAATSOLIE ook producten zoals ruwe aardolie, bunkerolie, diesel, stookolie, en bitumen.
Aluminiumoxide (aluinaarde), een bestanddeel van bauxiet, was tot aan 2015 een belangrijk exportproduct voor Suriname, todat Suralco de activiteiten in Suriname in november 2015 staakte. Verder wordt de import vooral beheerst door voertuigen.
Suriname maakt deel uit van de Caricom die gemeenschappelijke tarieven voor de buitengrenzen rekent van 0% tot 20%. De leden kennen onderling geen non-tarifaire handelsbarrières, uitgezonderd waar het gaat om onder meer de nationale veiligheid, gezondheid en milieu. Landbouw en visserij, met producten als rijst, bananen, vis en garnalen, zijn goed voor 10% van de export. Er is sprake van onderbenutting, waardoor het land het niet geheel zonder import van landbouwproducten kan stellen. Volgens exporteurs zijn de handelsbarrières in de praktijk ook binnen de Caricom een hinderlijke beperking. Daarnaast is de naleving van de kwaliteit een probleem en is er een tekort aan het aantal laboratoria voor de certificering van producten.
| Topexportproducten     | Miljoenen euro's (2018) |
| ---------------------- | ----------------------- |
| Goud                   | 1.508                   |
| Edelmetaalafval        | 269                     |
| Geraffineerde aardolie | 111                     |
| Onbewerkt hout         | 57                      |
| Bananen                | 42                      |

| Topimportproducten     | Miljoenen euro's (2018) |
| ---------------------- | ----------------------- |
| Geraffineerde aardolie | 104                     |
| Graafmachines          | 52                      |
| Vrachtwagens           | 46                      |
| Auto's                 | 26                      |
| Grote bouwvoertuigen   | 25                      |

### Internationale handelscontacten
De verhoudingen binnen de im- en export variëren in de loop van de decennia. In 2018 werd meer geëxporteerd dan geïmporteerd. De exportbestemmingen worden in grote mate gedomineerd door landen die goud uit Suriname importeren.
Sinds de onafhankelijkheid werkt een steeds groter wordende groep van deels illegale Chinezen en Brazilianen in Suriname. Bij de eerste groep gaat het om nieuwe inwoners, ook wel zoutwater-Chinezen genoemd, en niet om de groep die meer dan een eeuw in Suriname woont en veelal vloeiend Nederlands spreekt. De nieuwkomers zijn vooral werkzaam in de informele goud- en houteconomie. Daarnaast zijn de winkels in grote meerderheid in handen van Chinezen. 90% van alle houtexport heeft als bestemming India en China.
| Exportbestemming                | Miljoenen euro's | Peiljaar  |
| ------------------------------- | ---------------- | --------- |
| 1. Zwitserland                  | 1.725            | 2017      |
| 2. Hongkong                     | 548              | 2017      |
| 3. België-Luxemburg Vlaanderen  | 288 105          | 2017 2018 |
| 4. Guyana                       | 95               | 2017      |
| 5. Verenigde Arabische Emiraten | 88               | 2017      |
| ...                             |                  |           |
| Nederland                       | 35               | 2018      |
| Totale export                   | 2.089            | 2018      |

| Importherkomst        | Miljoenen euro's | Peiljaar |
| --------------------- | ---------------- | -------- |
| 1. Verenigde Staten   | 342              | 2017     |
| 2. Nederland          | 195              | 2018     |
| 3. China              | 115              | 2017     |
| 4. Trinidad en Tobago | 94               | 2017     |
| 5. Brazilië           | 32               | 2017     |
| ...                   |                  |          |
| Vlaanderen            | 21               | 2018     |
| Totale import         | 1.115            | 2018     |

### Surinaamse diaspora
Sinds de 20e eeuw en met name sinds de jaren 1970 vertrokken grote groepen Surinamers naar Nederland en in mindere mate naar de Cariben, België, Frans-Guyana en de Verenigde Staten. Sinds 2010 en vooral 2020 voeren Surinaamse regeringen een actief beleid om de Surinaamse diaspora actiever bij de ontwikkeling van Suriname te betrekken, zowel met beleid als met de oprichting van speciale instanties.

## Bankwezen in Suriname

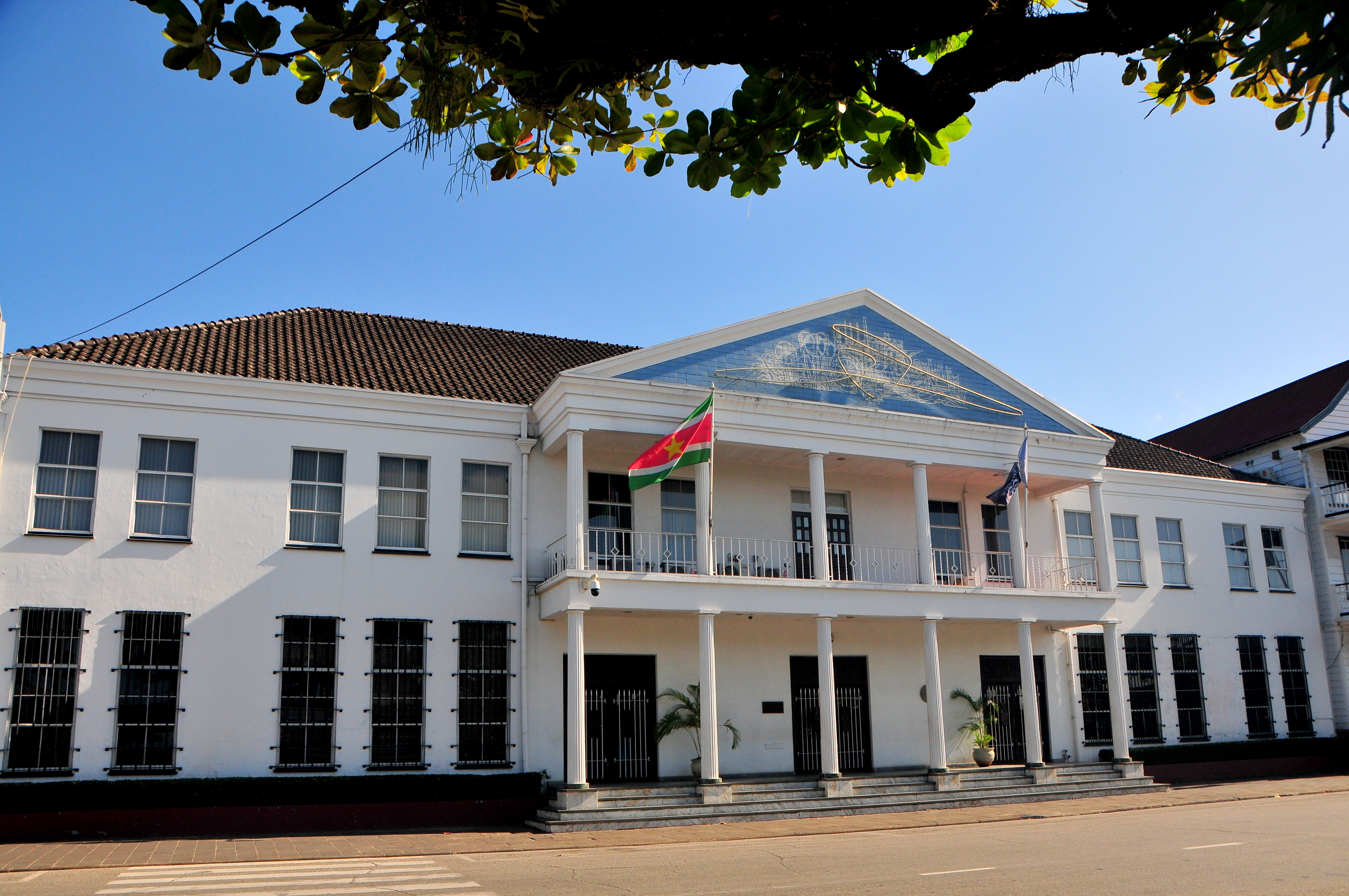
De CBvS, 2022

Het bankwezen kwam na een kort begin van 1829 tot 1831 definitief op gang met de oprichting van De Surinaamsche Bank in 1865, die ook de bankbiljetten uitgaf. De Centrale Bank van Suriname (CBvS) werd in 1957 opgericht en nam toen de uitgifte van bankbiljetten over. Rond die jaren ontwikkelde de bancaire sector zich sterk vanwege het onderontwikkelde bankwezen in de decennia ervoor, als tegenreactie tegen woekerrentes, de economische groei van die jaren en de gewijzigde staatkundige verhoudingen, waardoor veel beslissingen over Suriname in Suriname zelf werden genomen. Er zijn in Suriname iets minder dan tien banklicenties uitgegeven (stand 2023).
Sinds eind 2023 is Suriname uit de risicozone voor blacklisting door de Caribbean Financial Action Task Force (CFATF). In aanloop daar naartoe stemde De Nationale Assemblée voor aanpassing van de Wet Strafbaarstelling Money Laundering, de Wet Toezicht en Controle Kansspelen en de Casinowet.

### Betaalmiddel

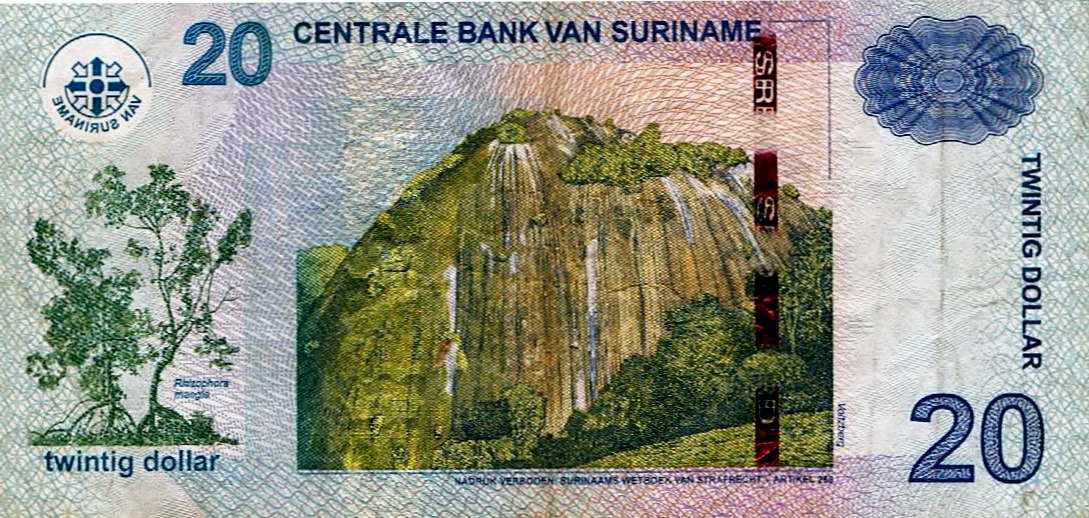
20 Surinaamse dollar

Op 1 januari 2004 werd overgestapt van de Surinaamse gulden naar de Surinaamse dollar, waarbij duizend gulden omgewisseld kon worden voor een dollar. De Centrale Bank van Suriname (CBvS) koppelde de wisselkoers aanvankelijk aan de Amerikaanse dollar. Tijdens de economische recessie rond 2015 raakte de koers steeds verder verwijderd van de koers op de zwarte markt, waardoor in februari 2016 werd besloten om de koppeling met Amerikaanse dollar op te heffen. Na een scherpe koersdaling stabiliseerde begin 2017 de wisselkoers en schommelde binnen een nauwe marge rond de SRD 7,5 per Amerikaanse dollar. Op 22 september 2020 is de wisselkoers versus de Amerikaanse dollar bijna gehalveerd. De oude koers van SRD 7,52 voor 1 US$ is SRD 14,018 (aankoop) en SRD 14,29 (verkoop) geworden. De zogeheten unificatiekoers - alle sectoren hanteren één wisselkoers - is na overleg tussen de CBvS en het ministerie van Financiën en Planning tot stand gekomen.

### Nationale Risico Analyse
Tijdens de regeringen-Bouterse I en II (2010-2020) liep Suriname voortdurend achter de feiten aan met het aannemen van verplichte wetgeving tegen witwassen en terrorismefinanciering. Al in 2012 dreigde een plaats op de zwarte lijst van de Caribbean Financial Action Task Force (CFATF) en in 2014 en 2016 raakte Suriname opnieuw in de risicozone. In dat laatste jaar deelden zowel de CFATF als de mondiale FATF een publieke waarschuwing uit. In de tweede helft van de jaren 2010 stelde de CFATF de Nationale Risico Analyse over 2019-2020 verplicht. Suriname kwam uit het onderzoek als een medium tot high risk land dat te weinig deed in het tegengaan van witwassen, corruptie, terrorismefinanciering en de verspreiding van wapens (proliferatie). De hoogste dreiging vormde de rol van Suriname als doorvoerland van drugs, omdat hiermee andere criminele activiteiten gefinancierd kunnen worden. In september 2023 maakte de regering-Santokhi geld vrij voor een tweede Nationale Risico Analyse, voor een update van de situatie.

## Ondernemersklimaat

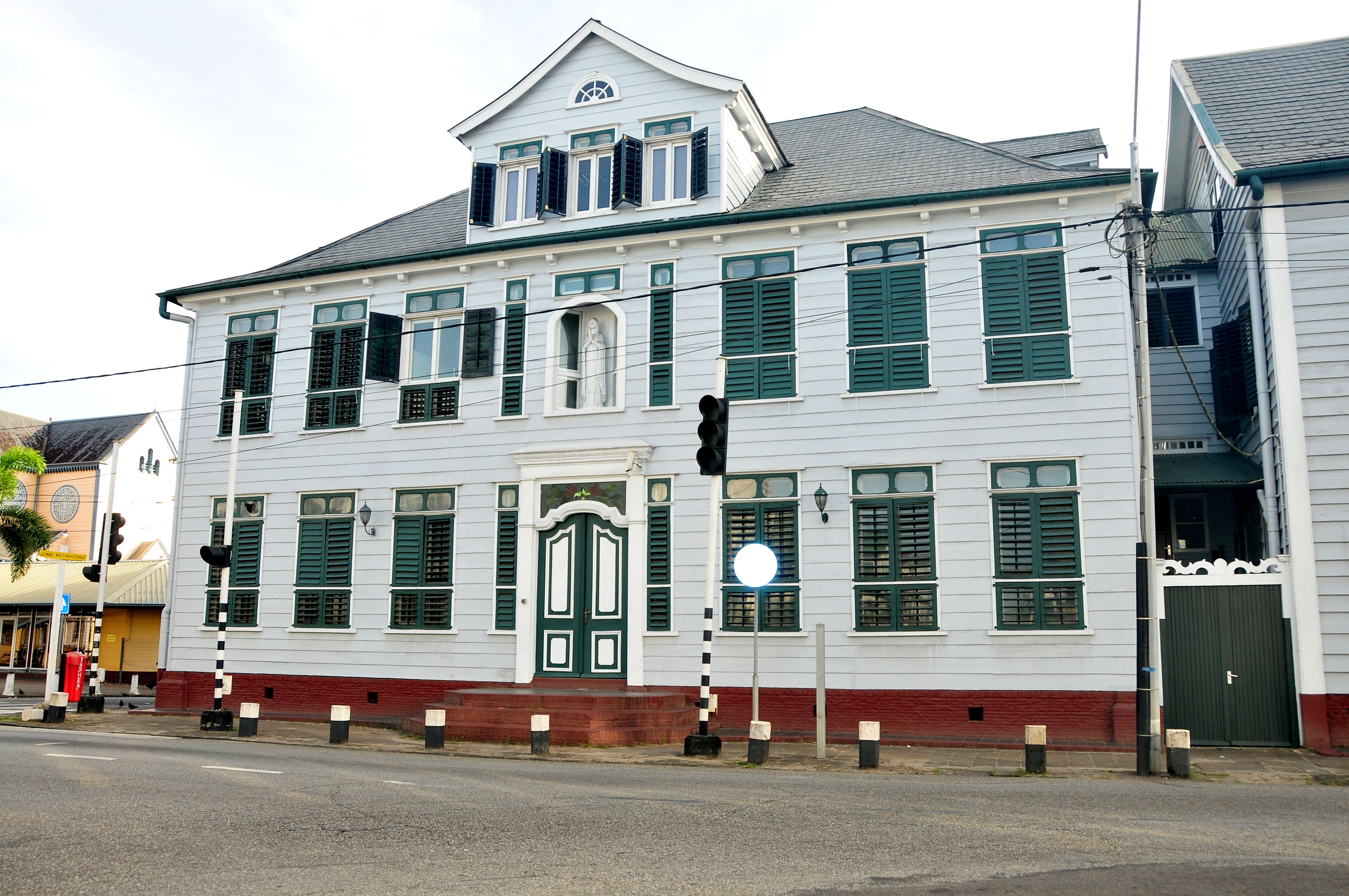
Ondernemershuis Paramaribo

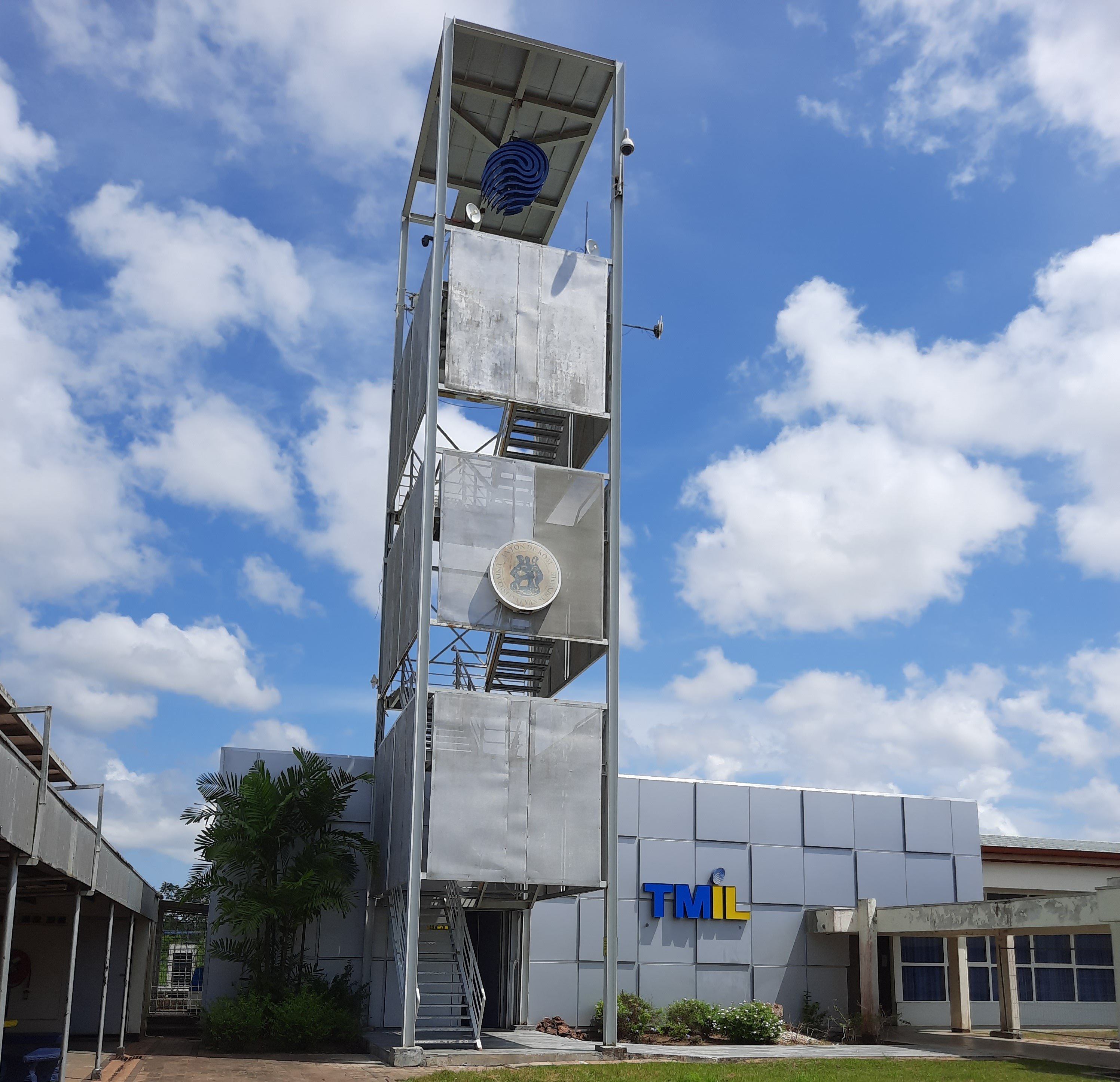
TMIL op de AdeKUS-campus

In Suriname worden verschillende handelsbeurzen georganiseerd, zowel door de Kamer van Koophandel en Fabrieken alleen, als ook samen met bijvoorbeeld het mediabedrijf United. Het Local Business Development Center is een werkarm van Suriname Business Forum en onderneemt activiteiten om het ondernemingsklimaat in Suriname te verbeteren. In het Ondernemershuis Paramaribo werkt onder meer aan de versterking van de ondernemer zelf en de contacten met andere ondernemers, waaronder in Nederland. Daarnaast zijn er verschillende incubators. In 2011 werd TMIL op de AdeKUS-campus gestart op het gebied van multimediatechnologie. Op landbouwgebied fungeert de STOCPA sinds 2012 als incubator voor de cassaveteelt en in 2022 stelde minister Steven Mac Andrew 10 hectare land beschikbaar voor jonge Caribische agrarische en creatieve ondernemers om te kunnen experimenteren met nieuwe ideeën en methodieken.
Uit onderzoek van de Wereldbank (Ease of doing business index) en van de Heritage Foundation komt Suriname rond 2020 naar voren als een van de economisch minst vrije landen ter wereld. Het stond toen op op de 162e van 190 plaatsen van mate waarin het in landen gemakkelijk zakendoen is. Voor nieuwe ondernemers is er moeilijk toegang tot de Surinaamse markt. Rond 2022 kost het ongeveer anderhalf jaar om een onderneming te starten. Tijdens zijn bezoek in september 2022 aan Suriname, gaf de Nederlandse premier Mark Rutte aan te willen helpen om het aantrekkelijker te maken om in Suriname zaken te doen.
Het potentieel van Suriname staat in contrast met de benutting ervan. In een onderzoek van de UNCTAD in 2002 stond Suriname op plaats 57 van landen met een potentieel goed investeringsklimaat. Eerder al, in 1995 met cijfers uit 1990, publiceerde de Wereldbank een onderzoek waarin Suriname op plaats 17 staat van landen met een grote potentiële welvaart en rijkdom. De Wereldbank kwam tot deze hoge score omdat een relatief klein aantal bewoners in een gebied woont met aanmerkelijke voorraden olie, goud en bauxiet. Daarnaast zijn er grote hoeveelheden vis en garnalen in de rivieren te vinden, is er een oerwoud aan hardhout en zijn er uitgebreide kansen voor de land- en tuinbouw door het warme klimaat en de natte kustvlakten. In een publicatie uit 1997 legde Menno Vellinga de oorzaak van de tegenvallende prestaties van Suriname bij wat voor Nederland wel de Dutch Disease wordt genoemd, oftewel dat landen die uitgebreid over natuurlijke hulpbronnen beschikken het relatief gezien vaak economisch slecht doen.

### Effectenbeurs
De Suriname Stock Exchange (SSX) is de effectenbeurs van Suriname. De beurs werd in 1994 opgericht door de Vereniging voor de Effectenhandel in Suriname (VvES), werd opgericht op 1 januari 1994. De beurshandel gebeurt niet dagelijks, maar twee keer per maand op de eerste en derde donderdag. Er zijn twaalf bedrijven op de beurs genoteerd.

### Intellectueel eigendom
Suriname is sinds 1960 aangesloten bij de Akte van Londen bij de Haagse Overeenkomst betreffende de internationale inschrijving van tekeningen of modellen van nijverheid. Op 10 september 2020 werd de Akte van Genève bij de Haagse Overeenkomst van kracht. De regering-Santokhi besloot tot een betere bescherming van intellectueel eigendom om het land aantrekkelijker te maken voor buitenlandse ondernemingen en investeerders. De registratie van handelsmerken gebeurt door het Bureau Intellectuele Eigendom (BIE) dat een onderdeel is van het ministerie van Economische Zaken, Ondernemerschap en Technologische Innovatie.
Auteursrechten vallen theoretisch onder de Wet Auteursrecht van 1913. Tussen 2005 en 2015 was de Stichting voor Auteursrechten in Suriname (SASUR) actief met de belangenbehartiging ervan door rechtszaken aan te spannen tegen mediabedrijven. De onrust die dit veroorzaakte kwam in 2015 tot een climax toen SASUR de veiling van de publieke radiozender SRS bij de rechter vorderde, en artiesten, showorganisatoren en mensen uit de media een protestdemonstratie organiseerden. De regering-Bouterse I voorkwam de veiling door de bewegingsvrijheid van de stichting in te perken.

## Markten

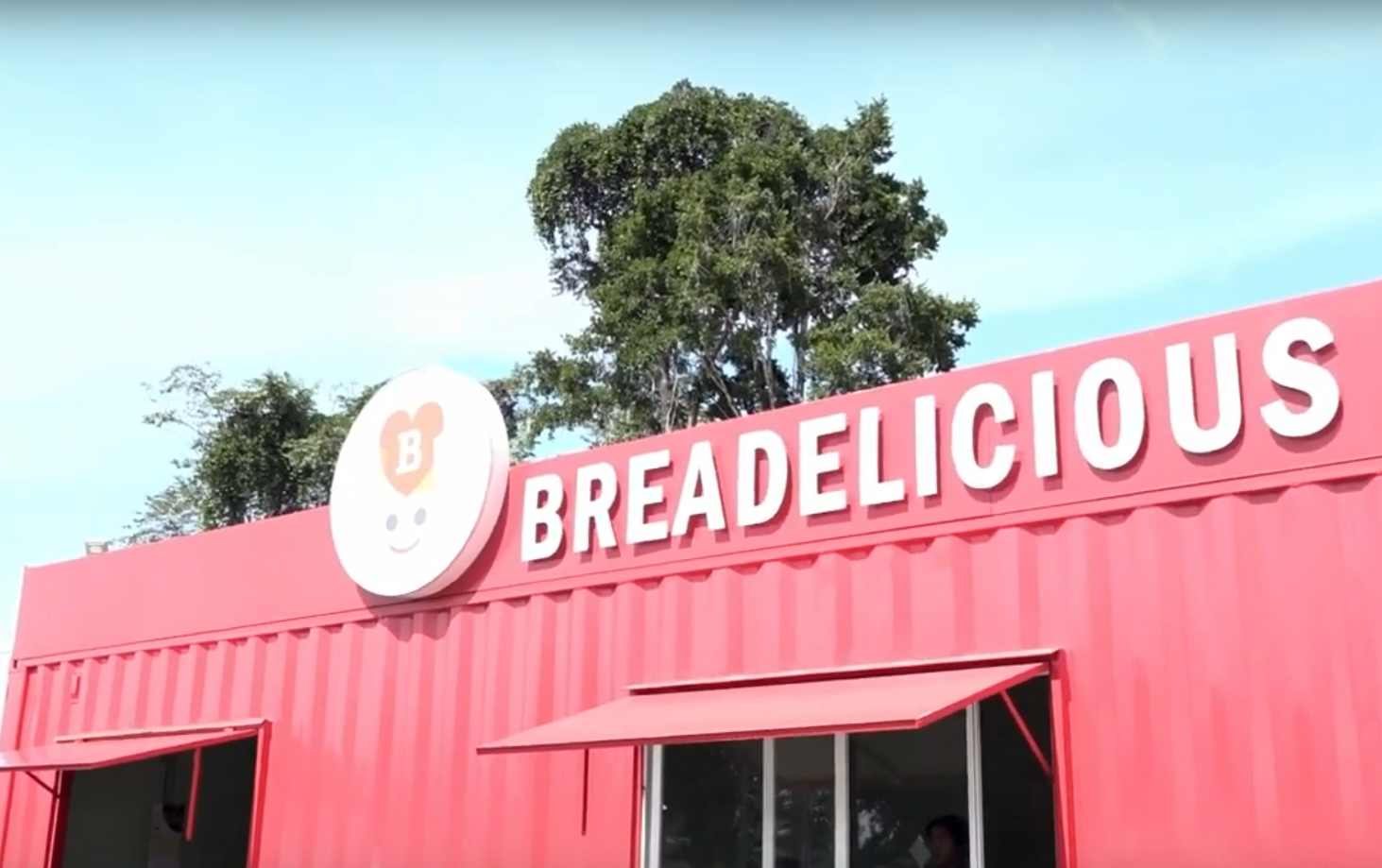
Breadelicious is met Food Basket een concept om lokaal te produceren en armoede te bestrijden

De Centrale Markt in het centrum van Paramaribo is de grootste overdekte markt van het Caribische gebied. In de stad zijn verschillende markten, met een variatie van alleen verse groenten, fruit en vlees tot een uitgebreider aanbod. Er zijn ook Marron-, Javaanse en Chinese markten met producten uit hun eigen cultuur, zoals kruiden, hapjes en gerechten. De grotere plaatsen, zoals Lelydorp en Nieuw-Nickerie, hebben ook overdekte markten. Daarnaast verkopen venters hun waren langs de straatkant.
In 2022 werd in Meerzorg de eerste Food Basket geplaatst. Dit, zowel als Breadelicious, is een concept van een  minisupermarkt in een zeecontainer. Het is in 2022 geïntroduceerd om armoede landelijk aan te pakken door basisgoederen tegen lage prijzen aan te bieden en kleine ondernemers van inkomen te voorzien. Het idee komt van een lokale ondernemer Julio Bhikharie en is door de regering overgenomen om in het gehele land uit te rollen.  De kosten per container zijn 20 duizend US$.

## Werkloosheid
Het werkloosheidspercentage wisselt sterk in Suriname, met waardes tussen de 6 en 14 procent, soms in een paar jaar tijd, waarbij het Algemeen Bureau voor de Statistiek (ABS) ook nog twee soorten onderscheidt: strikte en ruime werkloosheid. Strikt bedroeg de werkloosheid bijvoorbeeld in 2012 10,3%, met 6,7% voor mannen en 15,7% voor vrouwen. Ruim bedroeg die dat jaar 12,8%, met 8,2% voor mannen en 19,6% voor vrouwen. Tijdens de coronacrisis in Suriname steeg de werkloosheid van 7,4% (2019) naar 11,2% (2020). De eindejaarsverwachting voor de jaren erna is 8,5% (2021) en 8% (2022).
Surinaamse werkloosheidscijfers worden echter als onbetrouwbaar gezien. Door de omvang van de informele werkgelegenheid zijn veel gegevens niet bekend bij het ABS. Daarnaast ontmoedigt het structurele tekort aan banen veel mensen om naar werk te zoeken, waardoor zij niet allemaal in de cijfers zijn opgenomen.

## Sociale zekerheid
Op 29 augustus 2014 stemde De Nationale Assemblée in met de invoering van een algemene pensioenwet, een verplichte ziektekostenverzekering en minimumloon. Het stelsel kwam na een marathondebat met een kleine meerderheid tot stand. Over de invoering van een sociaal stelsel werd bijna veertig jaar gediscussieerd. Daarnaast heeft Suriname een beperkt stelsel voor financiële bijstand.
Aan minderbedeelden worden in Suriname pakketten met eerste levensbehoeften uitgedeeld. Dit gebeurde al voor de onafhankelijkheid, onder meer in 1962 als beloning in een werkverschaffingsproject van de Junior Chamber Suriname. Daarnaast werd door Sociale Zaken voedselpakketten uitgedeeld, of kaarten waarmee voedselpakketten en geldbedragen opgehaald konden worden. Aanvankelijk werden deze vooral uit ontwikkelingshulp van Nederland betaald. Door het grote aantal pakketten dat verstrekt werd – in 1995 schreven 60.000 Surinamers zich daarvoor in, meer dan de helft van alle gezinnen – werd in de Nederlandse Tweede Kamer gesproken over een voedselpakketverslaving waar de Surinaamse bevolking niet meer zonder zou kunnen. De verstrekking van voedselpakketten gebeurt ook in aanloop naar verkiezingen, vooral door de NDP van Bouterse. Volgens oppositiepartijen zou het hier, in combinatie met de verstrekking van de BasisZorg-kaarten, om kiezersbedrog en een subtiele vorm van slavernij gaan.
Nederlanders met een AOW van de Sociale Verzekeringsbank (SVB) hebben door een verdrag de mogelijkheid in Suriname hun pensioen te gebruiken.

## Economische fluctuaties en terugkerende hyperinflatie sinds 1980
Suriname zakte van de nummer 3 in de top van de economieën van Zuid-Amerika in 1976 naar de nummer 3 hekkensluiter in 2023.
Sinds de onafhankelijkheid is Suriname tijdens alle regeringen met deelname van de Nationale Democratische Partij (NDP) telkens door alle monetaire reserves geraakt. (stand 2020)

### Militair regime, 1980-1987, 1990

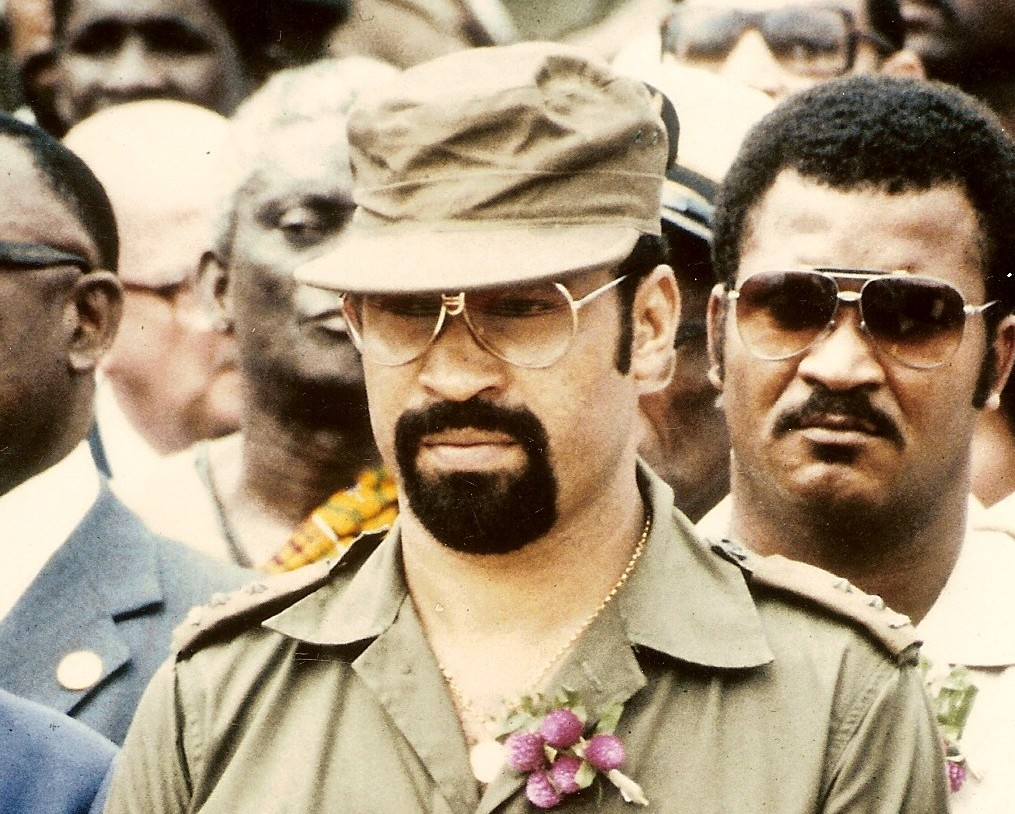
Legerleider Bouterse

Sinds Suriname in 1975 onafhankelijk werd, is de economie sterk afhankelijk geweest van de politieke situatie en het economische beleid van de politiek. De eerste kentering kwam toen Nederland en de Verenigde Staten na de Decembermoorden in 1982 de ontwikkelingshulp stopzetten. Het militaire regime onder leiding van Desi Bouterse, dat sinds de Sergeantencoup van 1980 aan de macht was, slaagde er niet in om vervangende financiering te krijgen bij internationale financiële instellingen, zoals de Inter-Amerikaanse Ontwikkelingsbank (IDB). Daarnaast zakte in 1982 de prijs voor aluminiumoxide (aluinaarde) in, waardoor de inkomsten uit bauxiet binnen vijf jaar daalden van 27% tot 3%. Tijdens het regime was er gebrek aan veel artikelen, variërend van graan tot toiletpapier. Doordat de Centrale Bank van Suriname (CBvS) onder leiding van Henk Goedschalk monetair financierde, oftewel geld bijdrukte om het begrotingstekort weg te werken, steeg de inflatie in Suriname naar 53% in 1987. Ondertussen vonden er tijdens de Binnenlandse Oorlog (1986-1992) aanslagen plaats op bruggen, elektriciteitscentrales en fabrieken, waardoor de terugkeer naar de democratie in 1987 geen ommekeer in de economische crisis betekende.
Na de militaire staatsgreep op 24 december 1990 (Telefooncoup) trad in januari 1991 het kabinet van Johan Kraag (NPS) aan met als vicepresident Jules Wijdenbosch (NDP). In deze periode werden op grote schaal monetaire reserves van de CBvS aangesproken om tekorten van de overheid mee op te vullen.

### Kabinet-Venetiaan, 1991-1996
Na de verkiezingen van 1991 nam de regering-Venetiaan het roer over. Omdat Suriname naar oordeel van Nederland geen economische maatregelen nam, staakte Nederland in 1993 de monetaire steun. Als gevolg raakte Suriname verder in de economische problemen, met in 1994 een hyperinflatie van honderden procenten tot gevolg. In maart 1994 trad André Telting aan als gouverneur van de CBvS. Hij wist de monetaire situatie in 1995 te keren en zorgde dat de Surinaamse gulden in 1996 voor 100% was gedekt door goudreserves. Daarnaast werd de belastinginning verbeterd met hulp van Nederlandse belastingambtenaren. Suriname slaagde er met deze maatregelen in de inflatie in enkele jaren weg te werken, van 587% in 1994 tot 1% in 1996.

### Kabinet-Wijdenbosch, 1996-2000

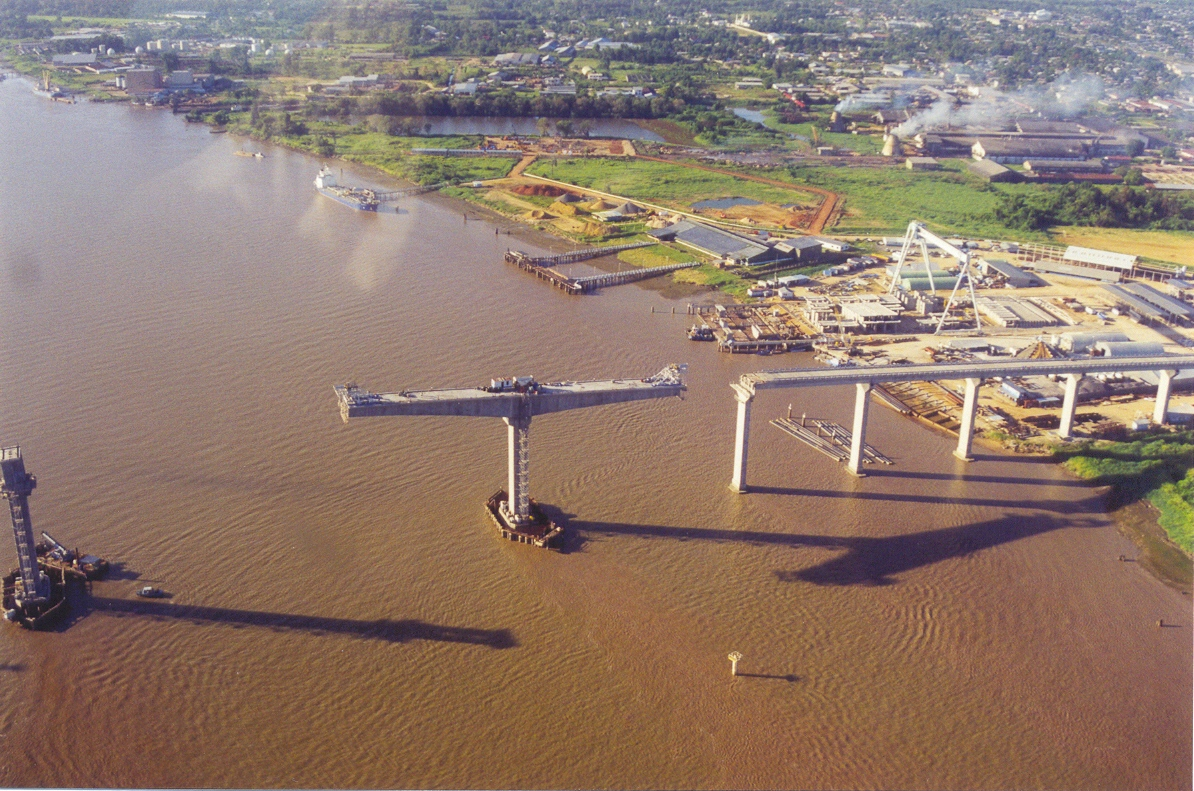
Bouw van de Jules Wijdenboschbrug, 1999

Voor de regering kwam het resultaat te laat om de verkiezingen in 1996 te kunnen winnen, zodat in 1996 de NDP van Bouterse aan de macht kwam. Nadat president Wijdenbosch het oneervolle ontslag van Goedschalk omzette naar een eervol ontslag en hem benoemde tot president-commissaris bij de CBvS, legde Telting zijn functie neer omdat hij weigerde met Goedschalk te werken. Goedschalk startte hierna opnieuw met monetaire financiering om de uitgaven van de regering te kunnen betalen, zoals van de bouw van de Jules Wijdenboschbrug. In vier jaar tijd bouwde de regering een staatsschuld op van 500 miljoen euro. Het gevolg was dat de Surinaamse gulden in mei 1999 opnieuw instortte en binnen een paar dagen 40% van zijn waarde verloor. De Centrale Landsaccountantsdienst (CLAD) wilde in 1999 onder meer een diepgaand onderzoek naar het ministerie van Handel en Industrie, vanwege nalatige en onoverzichtelijke boekhoudpraktijken, waarbij de bewegingsruimte voor minister Robby Dragman en directeur Oesman Wangsabesari werden ingeperkt.

### Kabinetten Venetiaan, 2000-2010
De nieuwe crisis leidde tot grote protesten waardoor Wijdenbosch gedwongen werd vervroegd af te treden. De verkiezingen van 2000 brachten Venetiaan opnieuw aan de macht. Ook Teltring kwam terug bij de CBvS. Hij bracht de monetaire situatie van Suriname opnieuw in evenwicht en voerde in 2004 de Surinaamse dollar in. In de jaren erna groeide de Surinaamse economie en bleef de inflatie laag. De regering-Venetiaan profiteerde daarbij van de stijgende prijzen van grondstoffen. Daarnaast werd met Nederlandse verdragsmiddelen een groot deel van de buitenlandse schuld afgelost. Tussen 2000 en 2009 daalde de schuld aan het buitenland van 54% tot 13%. De lege schappen van de winkels kwamen vol te liggen, waaronder met luxe consumptiegoederen uit Amerika en Europa.
Aan het eind van het decennium werd gevreesd dat de nieuwe verkiezingen opnieuw Bouterse/Wijdenbosch aan de macht zouden helpen. Het NRC schreef bijvoorbeeld in september 2009: "Het grootste economische risico voor Suriname lijkt te liggen in de verkiezingen van 2010." Teltring (73) had op dat moment al aangegeven het jaar erop te zullen vertrekken. Jim Bousaid, directeur van de Hakrinbank, liet weten lange deposito's aan te trekken ter bescherming tegen een eventuele bankrun na de verkiezingen.

### Kabinetten Bouterse, 2010-2020
De verkiezingen werden gewonnen door de NDP en Bouterse nam zelf het roer over als president van Suriname. Gillmore Hoefdraad nam de leiding over van de CBvS. Ook nu weer raakte de economie in een crisis, als gevolg van de wereldwijde prijsdaling van grondstofprijzen. In 2011 devalueerde de Surinaamse dollar met 20% en tussen 2012 en 2016 liep de economie terug van een groei met 5% naar een krimp met 10,4% op jaarbasis. In 2016 was er sprake van een hyperinflatie van 55%. Dit was na de verkiezingen van 2015; nog voor de verkiezingen had Bouterse een nieuwe crisis voorspeld. Voorafgaand omschreef de kritische oud-vertrouweling van Bouterse, Badrissein Sital, de regering als volgt: "De regering die er nu zit, is de duurste regering die Suriname ooit heeft gehad, met tegelijk de allerlaagste productiviteit ... Het wordt een geldverslindende verkiezingsstrijd, eentje die haar weerga niet kent." Een stijgende goudproductie en goudprijs en stabiel monetair beleid van bankgouverneur Glenn Gersie zorgden ervoor dat de Surinaamse dollar in 2017 en 2018 weer tot rust kwam.
Tijdens het tweede kabinet-Bouterse is Suriname een groot aantal buitenlandse leningen aangegaan, waaronder 270 miljoen Amerikaanse dollar van de Inter-Amerikaanse Ontwikkelingsbank, 98 miljoen US$ bij buitenlandse banken en financiële instellingen en 150 miljoen US$ voor de overname van de Afobakadam. Om de uitgaven van de regering te kunnen doen, verhoogde de regering onder groot protest van de oppositie en maatschappelijke groeperingen het kredietplafond van de staatsschuld van 60 naar 95 procent.
Ondanks dat het beleid van Gersie z'n vruchten afwierp, werd hij in het voorjaar van 2019 door Bouterse ontslagen. In zijn plaats werd de leiding overgedragen aan de regeringsgezinde Robert-Gray van Trikt, een zoon van onderwijsminister Lilian Ferrier. Vergelijkbaar met de situatie voor de verkiezingen van 2015, vrezen economen en de oppositie dat de regering opnieuw geld wil bijdrukken, om in aanloop naar de verkiezingen van 2020 over meer financiële middelen te beschikken om kiezers te winnen. De koers van de Surinaamse dollar stond vier maanden na zijn benoeming opnieuw onder druk.
Fitch Ratings verlaagde de kredietwaardigheid van Suriname op 22 november 2019 naar B- met negatieve vooruitzichten. Op 7 januari 2020 werd olie gevonden voor de kust van Suriname door het Amerikaanse Apache Corporation en het Franse Total S.A. De verwachting is dat het daarna nog vijf tot zeven jaar duurt – meer dan een regeringstermijn – voordat de eerste olie uit de zeebodem kan worden gehaald. Ook zal Suriname nog onderhandelingen met de oliemaatschappijen moeten starten, om van de olieopbrengsten te kunnen profiteren; over de overeenkomst die de regering met Alcoa maakte over de Afobakadam was eerder veel onvrede. Op 16 januari 2020 werd de rating van Fitch verder verlaagd naar CCC, wat ook wel het junk-niveau wordt genoemd. In vier jaar tijd, van 2015 tot 2019, werd de schuldenlast van Suriname bijna verdubbeld. Daarnaast incasseerde het tweede kabinet-Bouterse tussen 2015 en 2020 twee tot vier miljard dollar minder belastingen per jaar. In maart 2020 was de inflatie ten opzichte van een jaar eerder 17,6%.
Losstaand van de gewijzigde Fitch-rating, stapte CBvS-governor Van Trikt op 18 januari op vanwege misstanden. De dag erna diende ook de vice-governor, Ingeborg Geduld-Nijman, haar ontslagbrief in. Vervolgens bleek enkele weken later dat er rond de 100 miljoen US$ is verdwenen bij de CBvS. Hierbij gaat het om geld waarvan de CBvS de commerciële banken had opgedragen om de kasreserve in vreemde valuta bij de CBvS onder te brengen. Oppositie en de vakbonden reageerden geschokt, omdat dit geld door burgers aan de banken was toevertrouwd. Vicepresident Ashwin Adhin liet weten dat het geld door de regering werd opgemaakt aan interventies op de valutamarkt en de import van consumptiegoederen. Volgens de Surinaamse Bankiers Vereniging misbruikte de regering 100 van de 426 miljoen dollar uit de kasreserveregeling en moeten de verantwoordelijken vervolgd worden. Ze nam het doel op zich om het gat te dichten zodat wat over is beschermd kan worden. Van Trikt werd op 21 februari 2020 opgevolgd door Maurice Roemer. Op 7 april 2020 maakte minister van Financien, Gillmore Hoefdraad, bekend dat Suriname niet in staat is zich te houden aan de aflossingsafspraken van de miljoenenlening die nodig was voor de overname van de Afobakadam, waardoor het rentepercentage structureel met drie procent is verhoogd. Daarbovenop is de coronacrisis in Suriname gekomen die de zwakke economie nog verder belast. Uit een peiling onder de lezers op de website van Dagblad Suriname blijkt circa twee weken voor de verkiezingen van 2020 dat 91% zich zorgen maakt om de schulden die Suriname moet aflossen. Na afloop van de regering-Bouterse II berekende de nieuwe minister van Financiën, Armand Achaibersing, dat Suriname pas in 2035 alle gemaakte schulden afbetaald zal hebben.
Op 13 juli 2020, de dag dat Chan Santokhi en Ronnie Brunswijk tot president en vicepresident werden gekozen en de regeringswissel een feit werd, riep Fitch de junk-status uit over Suriname, de laatste rating-score die ook wel als de laatste stap voor een staatsbankroet wordt gezien. Standard & Poor's volgde een dag later met dezelfde score. De inflatie was op 4 augustus gestegen naar 35% in een jaar tijd en de waarde van de Surinaamse dollar was in het laatste deel van de regering-Bouterse gehalveerd ten opzichte van de Amerikaanse.

### Kabinet-Santokhi (2020-heden)
Kort na het aantreden van het kabinet-Santokhi bleek dat Hoefdraad en Bouterse de publicatie van de jaarverslagen van de Centrale Bank van Suriname zes jaar lang onrechtmatig hadden verboden. In oktober 2020 kon Suriname niet aan zijn betalingsverplichtingen voldoen en werd aan schuldeisers om uitstel van betaling gevraagd. Er moest op korte termijn 26 miljoen dollar aan rente worden betaald, maar het geld daarvoor ontbrak. De belangrijkste reden was het economische en financiële wanbeleid van de vorige regering; daarnaast was kort voor het aantreden van het kabinet de coronapandemie uitgebroken. In mei 2021 bereikte Suriname een akkoord met het Internationaal Monetair Fonds (IMF) over het doorvoeren van 34 maatregelen om de economie te saneren. Hierdoor kwamen in tranches kredieten van het IMF beschikbaar. De crisis werd daarna heviger gevoeld en de steun voor het IMF-programma daalde gaandeweg onder steeds meer inwoners.
Ondertussen was de inflatie tussen april 2020 en 2021 44% en in geheel 2021 63%. In 2022 was de inflatie met 61% opnieuw hoog, mede door prijsstijgingen op de wereldmarkt door de Russische invasie van Oekraïne. Op 1 januari 2023 werd Btw ingevoerd en de Wet Omzetbelasting 1997 afgeschaft. Sindsdien wordt ook op brandstof Btw geheven. Daarnaast schafte de regering sindsdien stapsgewijs de subsidie op brandstof af. Het Planbureau berekende dat dit tot een extra prijsverhogend effect van rond de 4% zou leiden. De waardedaling van de SRD was al tijdens Bouterse II ingezet, met een koersverloop van de US$ in SRD van 5 (februari 2016), 10 (februari 2020), 15 (25 mei 2020) 20 (juni 2021), 25 (september 2022) naar 30 (november 2022) Begin 2023 gaat een derde van het regeringsbudget naar de schuldeisers. De uitholling van de staatsbedrijven leidde tot een extra staatsschuld van 53,7 miljard SRD (1,57 miljard euro); stand december 2022. Hierbij ging het om 114 miljoen euro om achterstallige betalingen. Uit het pensioenfonds van SLM was omgerekend 20 euro verdwenen. In de twaalf maanden vanaf februari 2023 was de inflatie 25,4%/ In september 2024 ging het bij de 18 staatsbedrijven nog om een totale schuld van 36,3 miljard SRD (1,12 miljard euro). In maart 2024 werden bankbiljetten van 200 en 500 dollar ingevoerd. Bij de afsluiting van het jaar 2024 was de jaarinflatie inmiddels gedaald tot onder de 10 procent, beter dan de prognose van het IMF die op 15 procent uitkwam. De inflatie was aan het eind van de regering onder de 10% gezakt naar 9,8% op jaarbasis. In april 2025 zakte de inflatie verder naar 5,8%.
President Chan Santokhi hoopte de economie aan te zwengelen met investeringen uit de Surinaamse diaspora en met meer overheidsinkomsten door belastinghervormingen. Halverwege de termijn is zijn regering hier niet in geslaagd. Uiteindelijk daalde het bbp van 2014 tot 2023 van 10.000 naar 5.000 US$ per hoofd van de bevolking, waardoor burgers steeds minder kunnen betalen en steeds meer mensen in armoede leven. Begin 2023 kost een brood omgerekend 1,50 euro dat door sommige mensen in volkswijken betaald moet worden van een maandloon van 75 tot 100 euro. Als gevolg stijgt de criminaliteit en het aantal overvallen, en verliezen jongeren hoop op de toekomst. Daarnaast maakt Santokhi als president de hoge verwachtingen als Sheriff niet waar. Deze bijnaam had hij voor de verkiezingen gekregen in zijn rol bij de politie en in de oppositie vanwege zijn verzet tegen kleptomanen, criminelen, drugshandelaren en moordenaars. In zijn coalitie met Ronnie Brunswijks ABOP zijn gegraai, verspilling, nepotisme en dubieuze randfiguren nog steeds niet uit het politieke centrum verdwenen.
Op 17 februari 2023 werd een protest tegen de prijsstijgingen georganiseerd. Het protest liep uit de hand en ontaardde in rellen, plunderingen en de bestorming van De Nationale Assemblée. Er vielen meer dan twintig gewonden en er werd grote schade aangericht aan winkels en panden.
In maart 2023 voorspelde het IMF dat de economische crisis in Suriname zal aanhouden tot de verkiezingen van 2025. Om de aanhoudende waardedaling van de Surinaamse dollar tegen te gaan, stelde de regering in maart 2023 de vrije verkoop van vreemde valuta door deviezenbanken en wisselkantoren onder controle van de Centrale Bank.
In mei 2023 bereikte de regering een akkoord met internationale obligatiehouders voor de herstructurering van bijna 600 miljoen US$ aan 'Oppenheimerschulden'. In de overeenkomst wordt 25 tot 30 procent door de investeerders kwijtgescholden. In december 2023 verbeterde S&P Global Ratings (Standard & Poor's) de waardering van SD naar CCC+/C.
Moody's verhoogde de kredietwaardigheid van Suriname in oktober 2024 voor valuta van Caa3 naar Caa1 en wijzigde de vooruitzichten (outlook) van stabiel naar positief. Een maand later verhoogde Moody's de kredietwaardigheid naar Caa1. Van de 147 schuldeisers waren toen 24 afgelost. Op 25 april 2025 noemde het IMF het programma in Suriname een succes story, omdat de begrotingstekorten werden teruggebracht en sociale bestedingen werden verdubbeld.
In de periode 2020-2025 steeg de internationale reserve van 0,5 naar 1,5 miljard US$. Hiermee is de buffer om importen te denken verruimd naar 7,6 maanden. Een bijdrage van 950 miljoen kwam uit de mijnsector, 567 miljoen uit het IMF-programma, 302 miljoen uit opnames bij de IDB en 175 miljoen uit speciale trekkingsrechten uit de coronaperiode. Aan bestedingen waren er 495 miljoen voor overheidsuitgaven, 155 miljoen voor de afwikkeling van de Chinese swap-overeenkomst, 136 aan rente en aflossing bij commerciële banken, 110 miljoen aan de teruggave van ringfencing-kasreserves, 100 miljoen aan investeringen van de CbvS en 42 miljoen aan de aflossing van een stand-by-lening bij de IMF.

## Ontwikkeling van het bbp
Het bruto binnenlands product (bbp) kende in de loop van de jaren het volgende verloop.
| Jaar | Bbp per inwoner in US$ |
| ---- | ---------------------- |
| 1960 | 346                    |
| 1965 | 469                    |
| 1970 | 747                    |
| 1975 | 1.296                  |
| 1980 | 2.211                  |
| 1985 | 2.368                  |
| 1990 | 959                    |
| 1995 | 1.565                  |
| 2000 | 2.012                  |
| 2005 | 3.591                  |
| 2010 | 8.256                  |
| 2012 | 9.201                  |
| 2014 | 9.472                  |
| 2016 | 5.607                  |
| 2018 | 5.950                  |

## Armoede
In 2018 leefde 19,8% van de bevolking in armoede. Suriname behoort daarmee tot de armste landen van Zuid-Amerika. Wereldwijd lag dit percentage op ongeveer 8%, wat in 2018 het laagste niveau ooit was. De Verenigde Naties verwachten dat Suriname, Venezuela en Bolivia in 2030 de enige overgebleven landen van het continent zullen zijn die armoede dan nog steeds niet hebben uitgebannen. De overeenkomst tussen deze drie landen is dat ze alle drie ooit vooropliepen in Zuid-Amerika en juist in recente jaren sterk zijn achteruitgegaan. Een andere overeenkomst is dat de teruggang in alle drie gevallen is gebeurd tijdens een uiterst links bewind. Nabij, in Midden-Amerika en het Caribisch gebied, zal er naar verwachting in 2030 ook nog armoede zijn in Belize, Haïti, Guatemala en Honduras. De armoedegrens werd op 31 december 2023 vastgesteld op 7.396 SRD (circa € 182) en het minimumloon werd op 38,50 SRD (€ 0,95) per uur. Voor mensen met een beperking bestaat een kleine maandelijkse uitkering van 3.550 SRD per maand (per augustus 2023; circa € 93). Uit het 2022 Suriname Poverty and Equity assessment van de Wereldbank en de Inter-Amerikaanse Ontwikkelingsbank blijkt dat 17,5% van de Surinaamse bevolking arm is en moet zien rond te komen van dagelijks US$ 6,85. De onderzoekers stellen dat Suriname bezig is geleidelijk uit een ernstige economische crisis aan het komen is. Het advies aan de overheid is om de de voordelen van het herstel eerlijker te verdelen.